# Speyerbach
Der Speyerbach – früher auch, wie in Süddeutschland bei Gewässern häufig, in der weiblichen Form die Speyer oder auch Speierbach geschrieben – ist ein fast 60 km langer, insgesamt etwa ostwärts laufender, linker Nebenfluss des Oberrheins in der Region Pfalz des Bundeslandes Rheinland-Pfalz. Er ist als Gewässer II. Ordnung eingestuft. Von kommunaler Seite ist für seine Betreuung der Gewässer-Zweckverband Rehbach-Speyerbach zuständig, der 1985 gegründet wurde und seinen Sitz in Ludwigshafen am Rhein hat.
Der Speyerbach ist wie auch die Queich, die am Oberlauf Wieslauter  genannte Lauter und der Schwarzbach die Entwässerungsachse eines der vier großen Flusssysteme des Pfälzerwalds. Den Mittelteil dieses Gebirges gliedern der Speyerbach-Oberlauf und seine Nebenbäche mit einem verzweigten Talsystem. Auf seinem nach Südosten gerichteten unteren Lauf in der Oberrheinischen Tiefebene ist der Speyerbach das stärkste Fließgewässer der Vorderpfalz, obwohl er bei drei bedeutenden Flussbifurkationen jeweils einen Teil seiner Wassermenge verliert; die einer vierten fließt wieder zurück.

## Überblick
Von der hydrologischen Quelle (Hauptstrang-Oberlauf Erlenbach) bis zur Mündung ist der Speyerbach 59,5 km lang, sein Einzugsgebiet umfasst knapp 596 km². Am Pegel in Neustadt an der Weinstraße, also beim Austritt aus dem Gebirge, führt er im Mittel rund 2,4 m³/s Wasser (MQ); der bisher gemessene Spitzenwert lag bei 19,5 m³/s am 25. Mai 1978.
In Neustadt zweigt in einer künstlich geschaffenen Bifurkation, dem Winzinger Wassergescheid, nach links der Rehbach ab. Dabei verbleiben dem Speyerbach nur zwei Drittel der vorherigen Wasserführung. Unterhalb des Neustadter Ortsteils Speyerdorf verliert er noch einmal Wasser an den nach links abzweigenden Ranschgraben, dessen obere Abschnitte die Namen Erbsengraben, Waldgraben und Bruchgraben tragen und dessen Wasser später dem Rehbach zugutekommt.
Am Hanhofer Wassergescheid wird nach links der Woogbach abgeleitet, das Wasserteilungsverhältnis wird dort meist mit 1:1 angegeben. Möglicherweise nimmt der Woogbach dem Speyerbach sogar mehr als die Hälfte der Wasserführung weg; er fließt allerdings knapp vor der Mündung des Speyerbachs wieder zurück. Durch den Rücklauf und kleinere Zuflüsse aus der landwirtschaftlichen Feldbewässerung wächst der mittlere Abfluss des Speyerbachs bis zur Mündung auf gut 3 m³/s an.

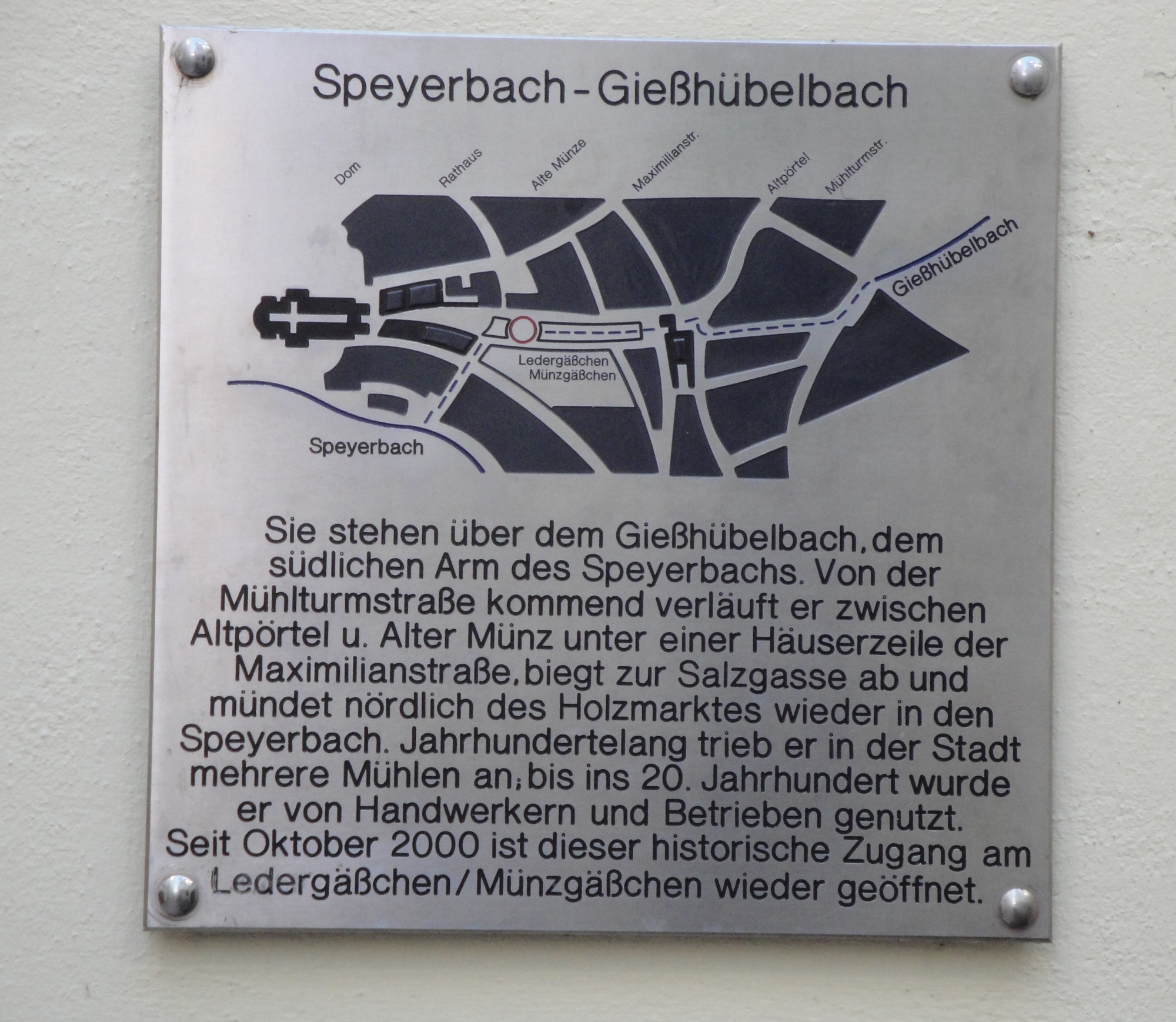

Im Allgemeinen folgen die westlichen Nebenflüsse des Rheins in der Rheinebene deren natürlichem Gefälle, indem sie nach Nordosten fließen. Hiervon abweichend verläuft der untere Speyerbach in südöstlicher Richtung am Südrand seines großen Schwemmfächers aus Sedimenten; möglicherweise schon seit der Römerzeit, mindestens aber seit der Epoche der Karolinger vor 1200 Jahren wird der Bach in einem von Menschenhand geschaffenen Bett, das später an einigen Stellen zusätzlich modifiziert wurde, nach Speyer geführt. Nachdem er sich, in seinem Speyerer Endabschnitt auch Gießhübelbach genannt, wieder mit dem Woogbach, der dort nach dem abgegangenen Kloster der Klarissen als Nonnenbach bezeichnet wird, vereinigt hat, mündet er etwa 800 m weiter abwärts in den Oberrhein.

## Geographie

### Verlauf

#### Quellbereich

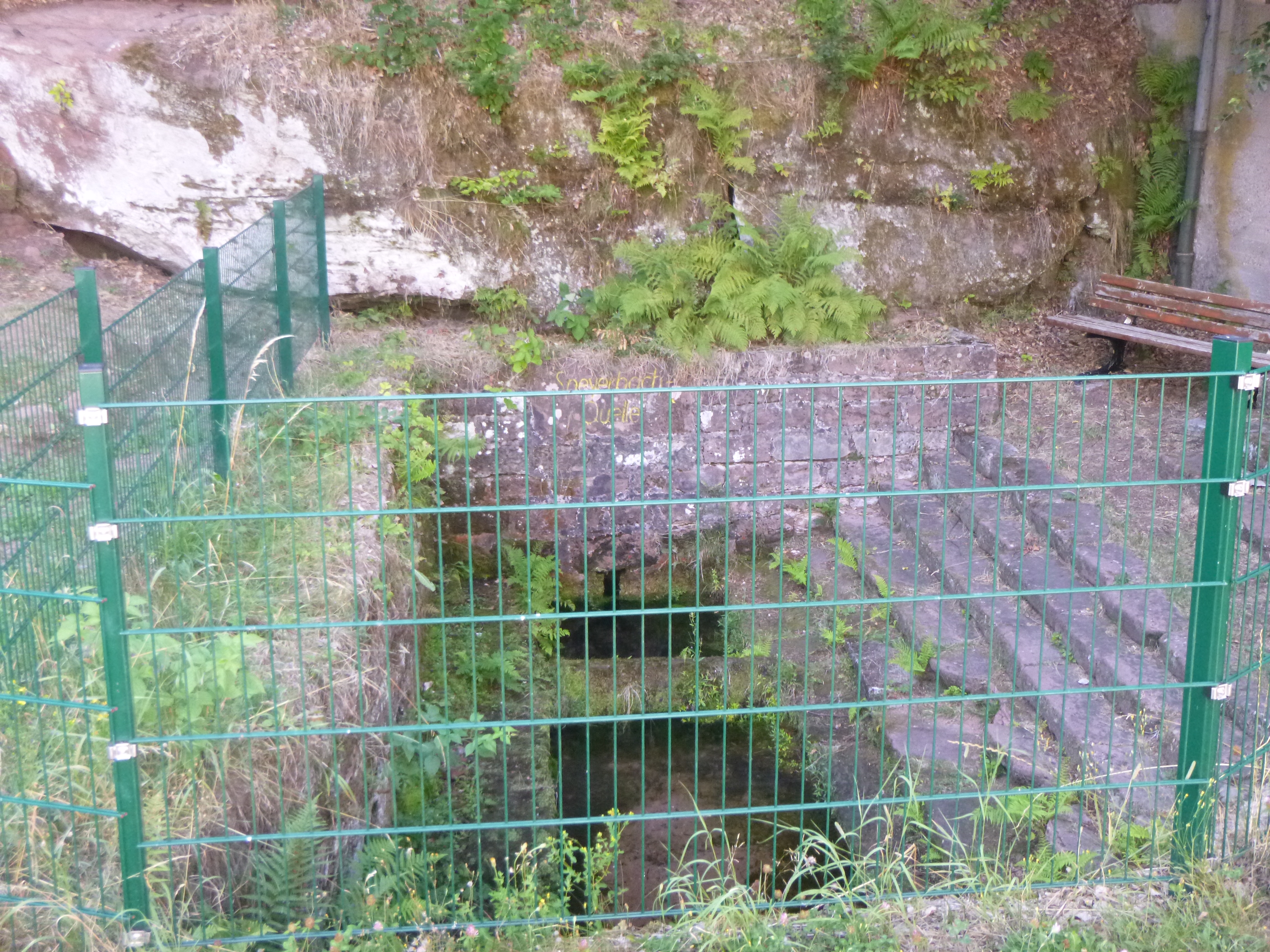
Speyerbach-Quelle nach PWV unweit des Speyerbrunner Woogs

Der Hauptquellfluss Erlenbach des Speyerbachs entspringt auf etwa 464 m Höhe im zentralen Pfälzerwald wenig östlich der Pfälzischen Hauptwasserscheide. Dieser Husarenbrunnen genannte Ursprung liegt auf der Gemarkung der zu Wilgartswiesen gehörenden Exklave Hofstätten im Erlental nordwestlich des 608,3 m hohen Eschkopf-Massivs. Ähnliche Höhen haben auch die anderen Berge der Mittleren Frankenweide ringsum.
Im Unterschied zur Auffassung der heutigen Hydrologen verlegten Führungsmitglieder des Pfälzerwald-Vereins Anfang des 20. Jahrhunderts den Speyerbach-Ursprung an den Südrand von Speyerbrunn, heute ein Ortsteil der Gemeinde Elmstein. Eine dort auf 297 m Höhe zutage tretende schwache  Hangquelle samt ihrem wenige Meter kurzen Bächlein erklärten sie zur Speyerbachquelle  und deren Mündungsweiher, den sich in 294 m Höhe erstreckenden und 70 m langen  Speyerbrunner Woog, der damals Flosswoog genannt wurde, zum Quellteich. Nebenan wurde der Ritterstein 254 aufgestellt und mit einer entsprechenden Inschrift versehen. Dieser nominelle Speyerbach fließt zwar an dessen unterem Ende in den Woog, doch gespeist wird dieser hauptsächlich durch den um ein Vielfaches stärkeren Erlenbach, der zuvor 5 km Lauf durch ein enges Tal in nördlicher, am Ende mehr nordöstlicher Richtung zurückgelegt hat.
Wenige Meter unterhalb des Woogs mündet von links der wesentlich schwächere Schwarzbach in den Erlenbach. Dieser  Zusammenfluss auf einer Höhe von 291 m gilt jetzt als Beginn des Gewässers mit dem Namen Speyerbach.

#### Oberer Speyerbach

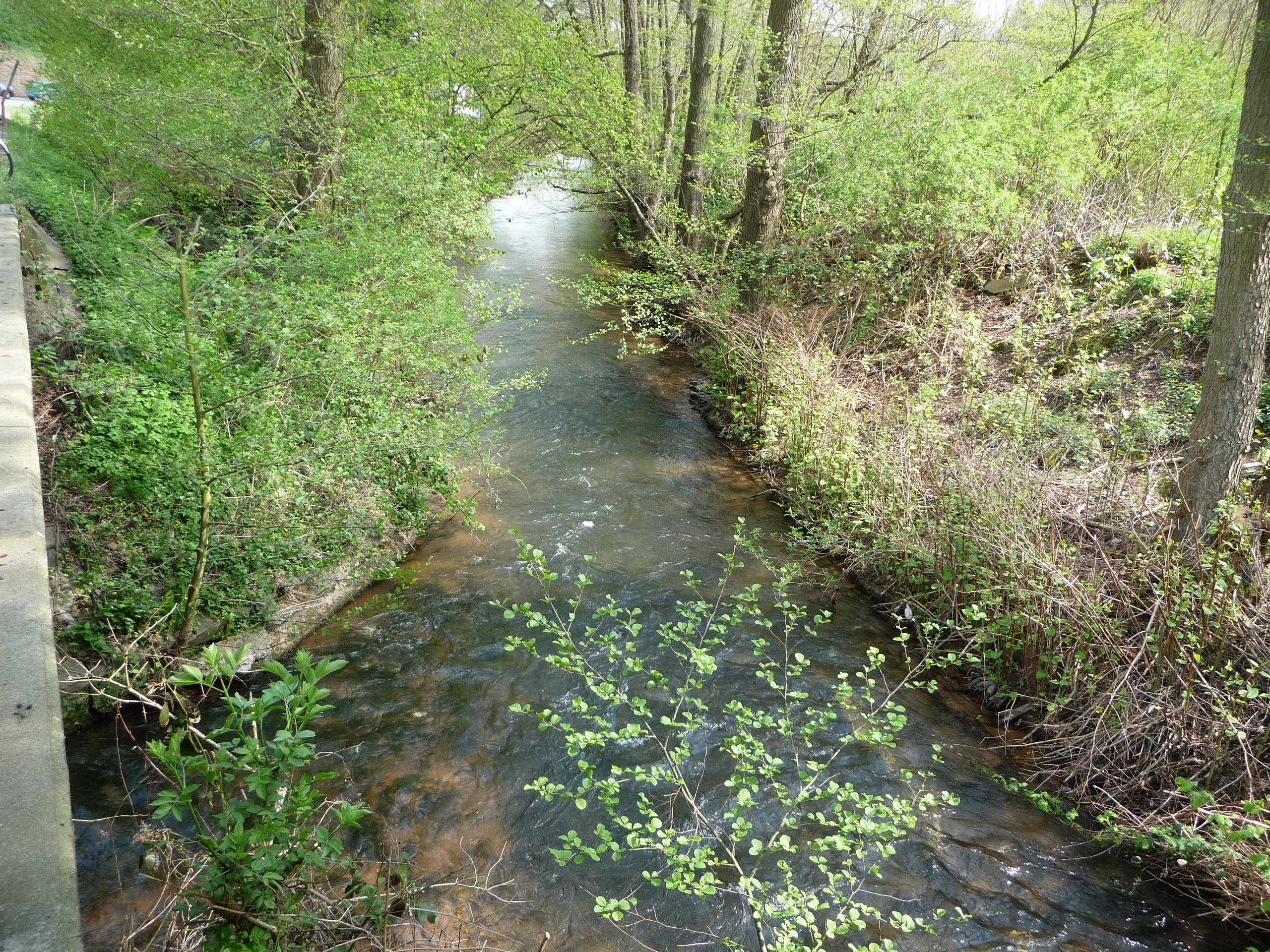
Hochspeyerbach-Mündung von links in den Speyerbach

Das Gewässer windet sich als Oberer Speyerbach auf anfangs vorwiegend östlichem, später nordöstlichem Lauf zunächst durch das Elmsteiner Tal, wo zahlreiche kleinere Bäche den Hauptfluss verstärken. Dieser durchfließt nach der Siedlung Mückenwiese den Hauptort der Gemeinde Elmstein und unmittelbar danach den Ortsteil Appenthal. 5 km bachabwärts mündet von rechts der starke, gut 11 km lange Zufluss Helmbach beim gleichnamigen Weiler, 2 km weiter bei Breitenstein von links der fast 7 km lange Breitenbach. Der Speyerbach passiert anschließend die zu Esthal gehörenden Siedlungen Erfenstein und Sattelmühle sowie den zu Lambrecht gehörenden Wohnplatz Iptestal.
Seinen wasserreichsten Nebenfluss, den gut 21 km langen Hochspeyerbach, nimmt der Speyerbach am Ende seines Oberlaufs unterhalb von Frankeneck von links auf. Ganz in der Nähe steht das Kunstobjekt Wasserstein.

#### Mittlerer Speyerbach

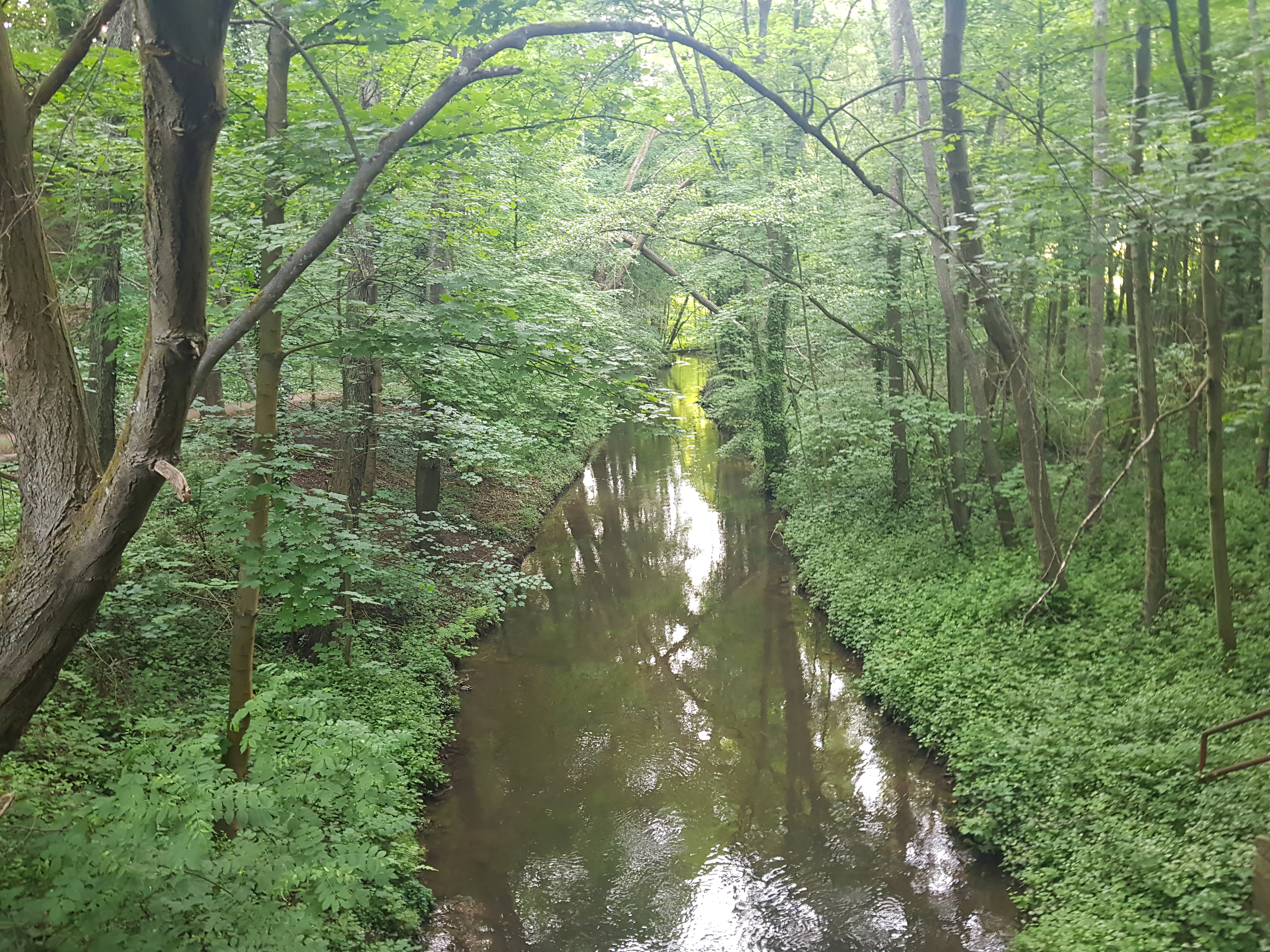
Speyerbach zwischen Lambrecht und Neustadt

Am Zusammenfluss mit dem Hochspeyerbach wendet sich der Speyerbach nach Südosten und fließt nun als Mittlerer Speyerbach  durch das breitere Lambrechter Tal und die Stadt Lambrecht. Etwa 3 km unterhalb der Stadt erreicht das Gewässer die markante östliche Randhöhe Haardt des Pfälzerwalds und durchbricht diese durch das Neustadter Tal. Am westlichen Siedlungsrand von Neustadt an der Weinstraße beginnt dessen Stadtviertel Schöntal. Links oberhalb des Taleinschnitts erstrecken sich der Wolfsberg samt zugehörigem Naturschutzgebiet, rechts der Königsberg, das Kaltenbrunner Tal und der Nollenkopf mit dem Afrikaviertel an seinem Nordhang.
Am Westrand der Neustadter Kernstadt wird der Floßbach nach links ausgeleitet. Beide Bachläufe wurden in der zweiten Hälfte des 20. Jahrhunderts über weite Strecken verrohrt; erst nach dem Jahr 2000 wurden einige Gewässerteile wieder offengelegt. Der historische Klemmhof in der Innenstadt wurde 2009 dadurch bekannt, dass alle rund 130 Bewohner für zwei Monate evakuiert werden mussten. Hoher Grundwasserstand vom Speyerbach her sowie Fehler, die bei Fundamentierung und Restaurierung der Bauten unterlaufen waren, hatten befürchten lassen, dass Gebäude einstürzen könnten.
Im Stadtviertel Winzingen mündet der Floßbach nach knapp 1,6 km wieder zurück in den Hauptlauf. 200 m nordöstlich, am schon vor 1551 angelegten Winzinger Wassergescheid, wird der Rehbach nach links abgezweigt; dieser untere Mündungsarm des Speyerbachs erreicht den Rhein etwa 14 km nördlicher als der Speyerbach selbst. In der Gabelung zwischen den beiden sich trennenden Wasserläufen in Neustadt wurde in den 1960er Jahren der Neubau des Kurfürst-Ruprecht-Gymnasiums errichtet und 1969 eingeweiht. Danach verlässt der Speyerbach das Siedlungsgebiet der Kernstadt, indem er am Nordrand des östlichsten Viertels Branchweiler entlangfließt.
Bei der Querung von Neustadt passiert der Speyerbach das schmale, mit Reben bestandene Hügelland beidseits der Deutschen Weinstraße, das gemeinhin als Haardtrand bezeichnet wird; die Gegend nördlich des Flusses wird Mittelhaardt genannt, diejenige südlich von ihm Oberhaardt.

#### Unterer Speyerbach

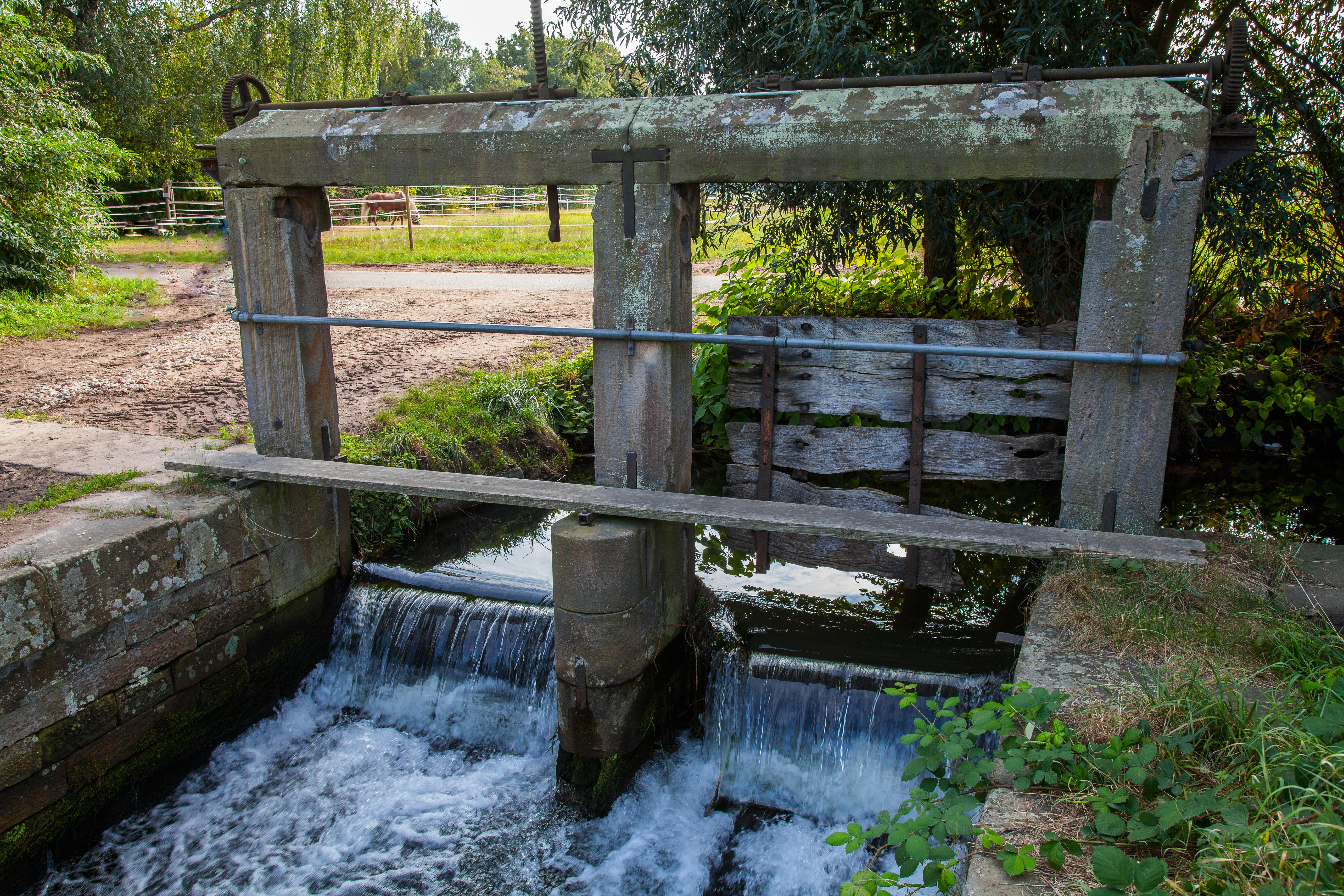
Speyerbach-Wehr oberhalb von Speyerdorf

Die Oberrheinische Tiefebene durchfließt das Gewässer als Unterer Speyerbach in südöstlicher Richtung. Dabei gibt es zahlreiche kleinere Abzweige und Rückläufe, die in der Vergangenheit meist zum Zweck landwirtschaftlicher Feldbewässerung geschaffen wurden und die teilweise quer zur Hangneigung verlaufen.
Am Südrand des Ordenswalds, der während der Eiszeit auf dem Schwemmfächer des Gewässers entstand und zum Speyerer Wald gehört, berührt der Speyerbach den Neustadter Ortsteil Speyerdorf. Bevor er das Naturschutzgebiet Lochbusch-Königswiesen passiert, zweigen linksseits von ihm Gräben ab, die mit einer eher geringen Wassermenge den Ranschgraben speisen.
Eingangs der Gemarkung von Hanhofen mündet in den Speyerbach von rechts der Kropsbach, gleich danach geht am Hanhofer Wassergescheid nach links der Woogbach mit mindestens der Hälfte der Wassermenge ab.
Im Verlauf der nächsten 3 km überquert der rechte Hauptarm Speyerbach den von rechts kommenden kurzen Altwiesenbach, dann fließt ihm von rechts der Modenbach zu. Wenig später säumt das Naturschutzgebiet Woogwiesen das Südufer des Flusses. Der Hainbach unterquert den Speyerbach von rechts nach links in einer Dole im südwestlichen Dudenhofen. Nachdem er den Ort passiert hat, mündet er von rechts in den Woogbach wie zuvor schon von links der Altwiesenbach. Der Woogbach erreicht – auf der gesamten Strecke oberirdisch fließend – anschließend Speyer, wo er Nonnenbach genannt wird.
Der Speyerbach hingegen fließt am Südrand von Dudenhofen entlang und überquert dann die Speyerer Stadtgrenze. Östlich des St.-Vincentius-Krankenhauses wird der Bach durch Verrohrung in den Untergrund geleitet und tritt beim westlichen Stadttor, dem Altpörtel, als Gießhübelbach unsichtbar in die Altstadt ein. Nach 1 km im Untergrund kommt er wieder an die Oberfläche, um nach wenigen Metern nördlich des Holzmarkts von links den Woogbach aufzunehmen. Das letzte Laufstück führt an der Nordseite des Speyerer Domgartens entlang.

Stationen
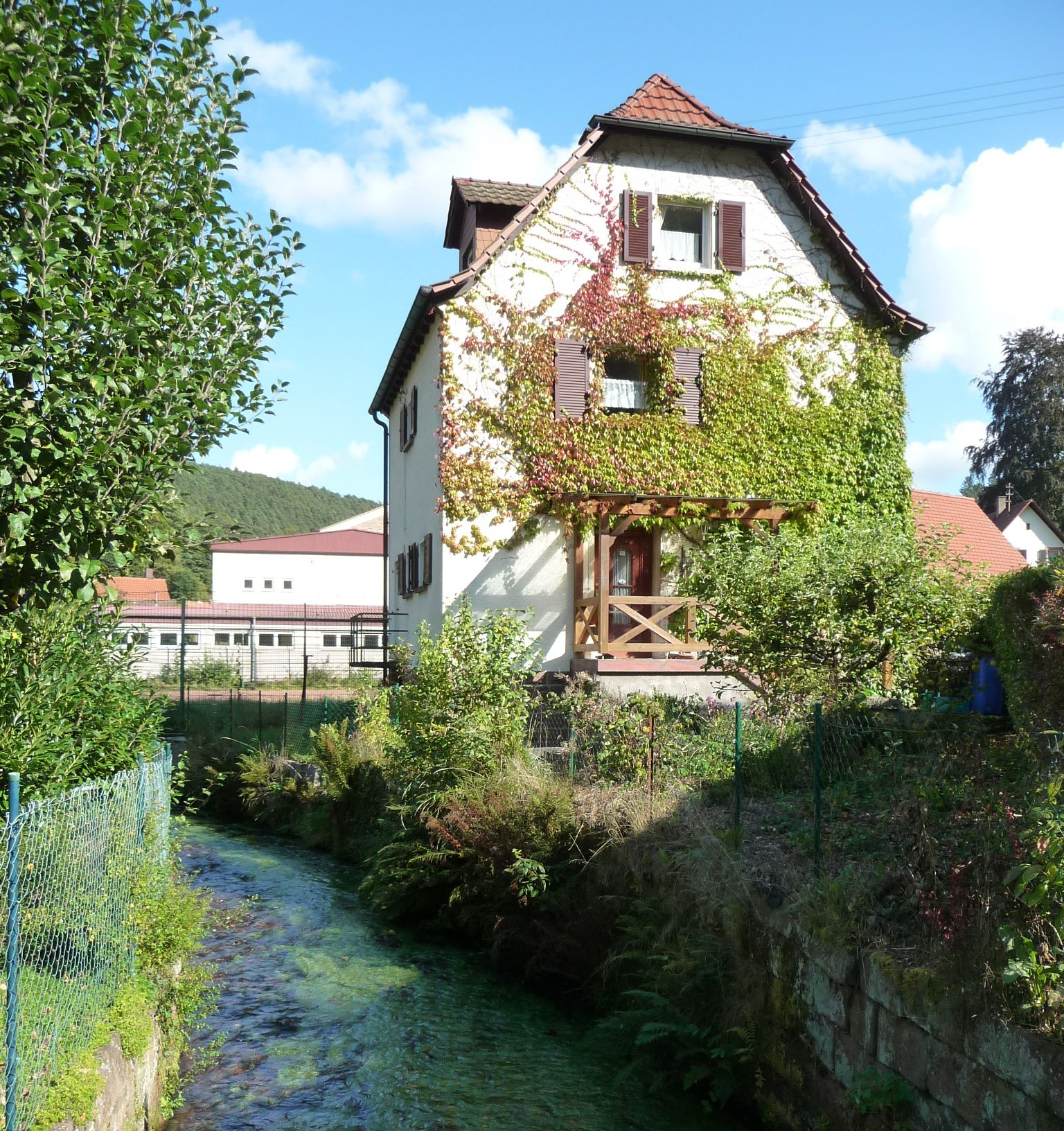
Speyerbach in Elmstein
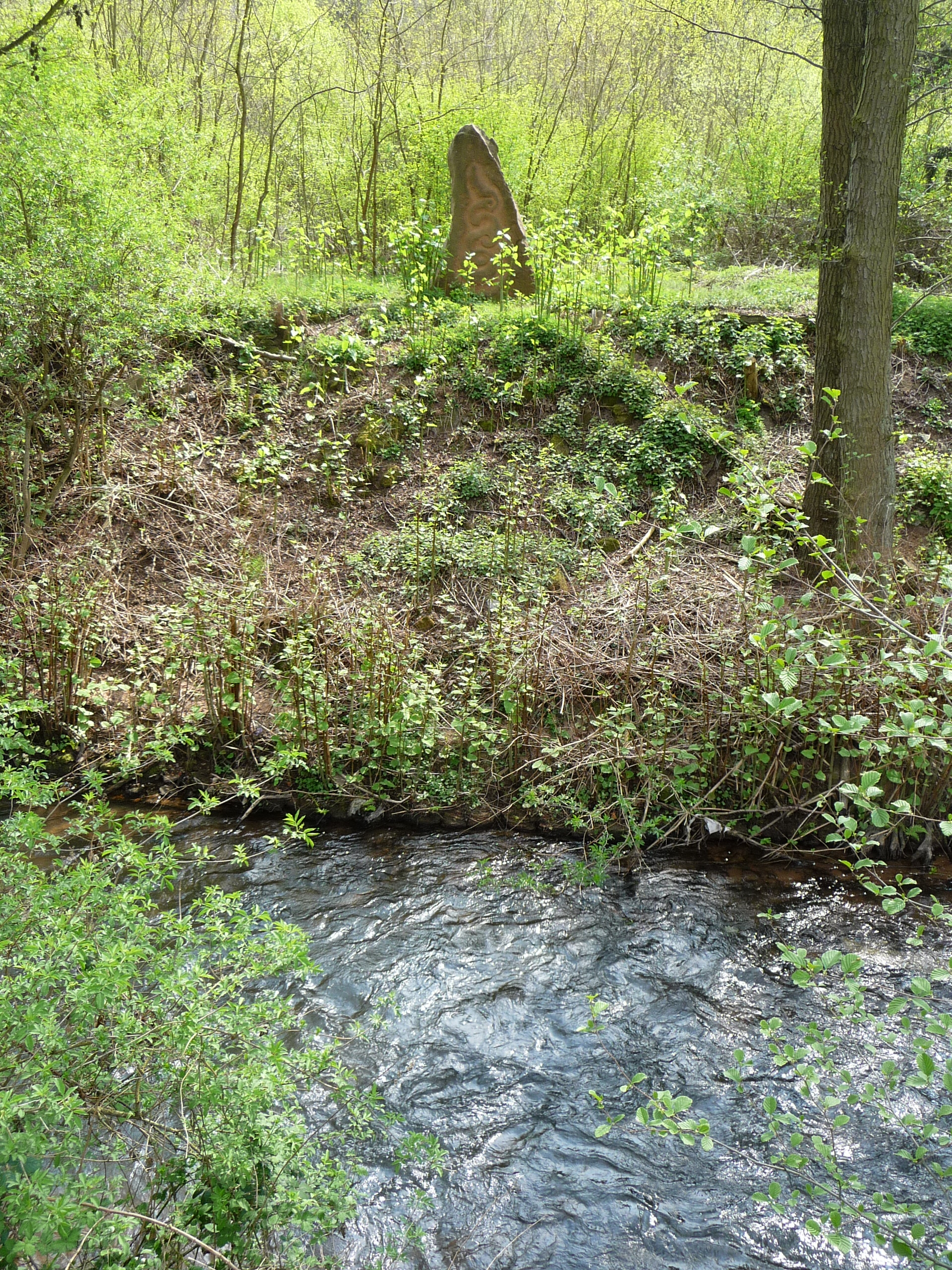
Frankeneck: Kunstobjekt Wasserstein
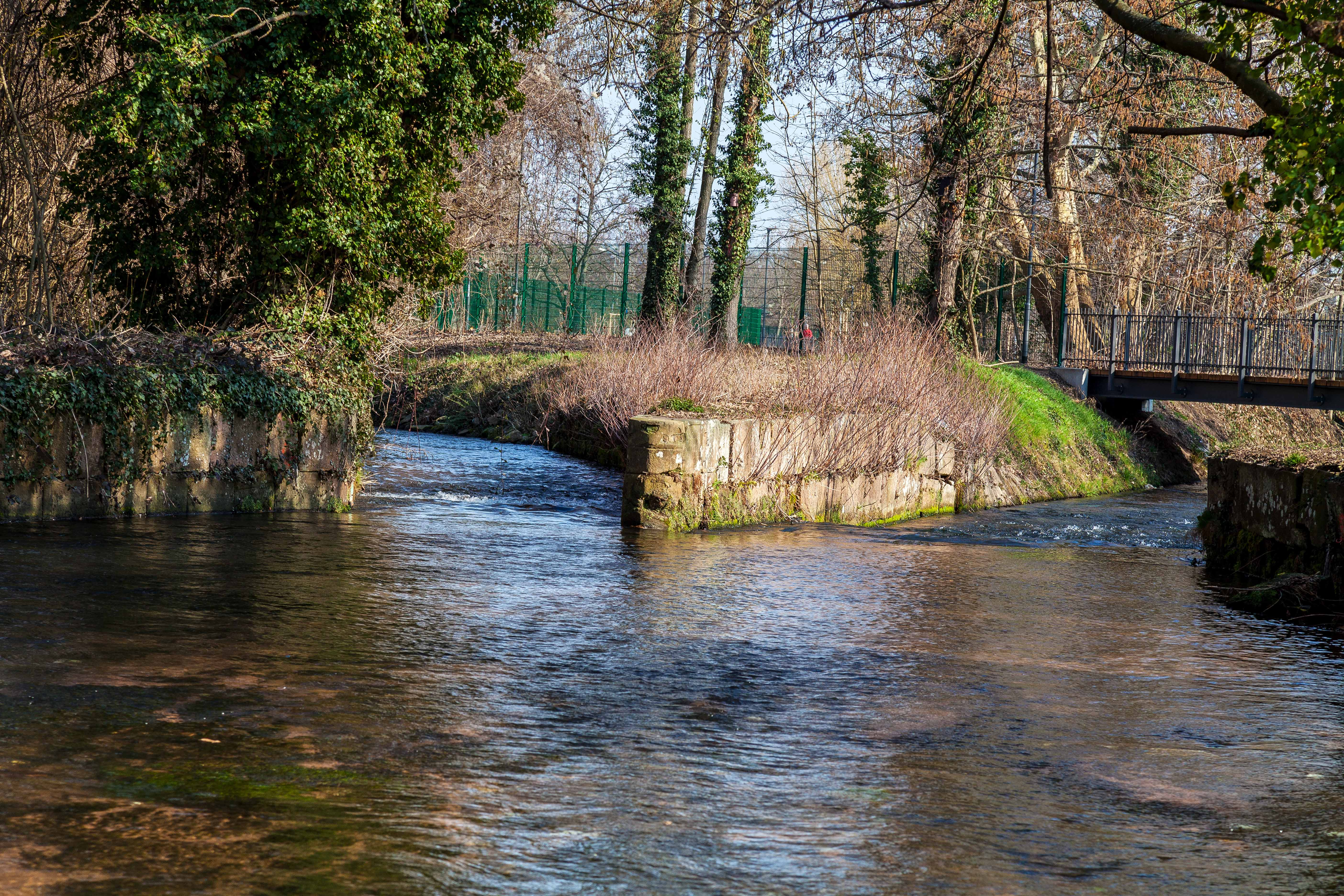
Winzinger Wassergescheid von oberhalb: links Rehbach, rechts Speyerbach (Teilungsverhältnis 1:2)
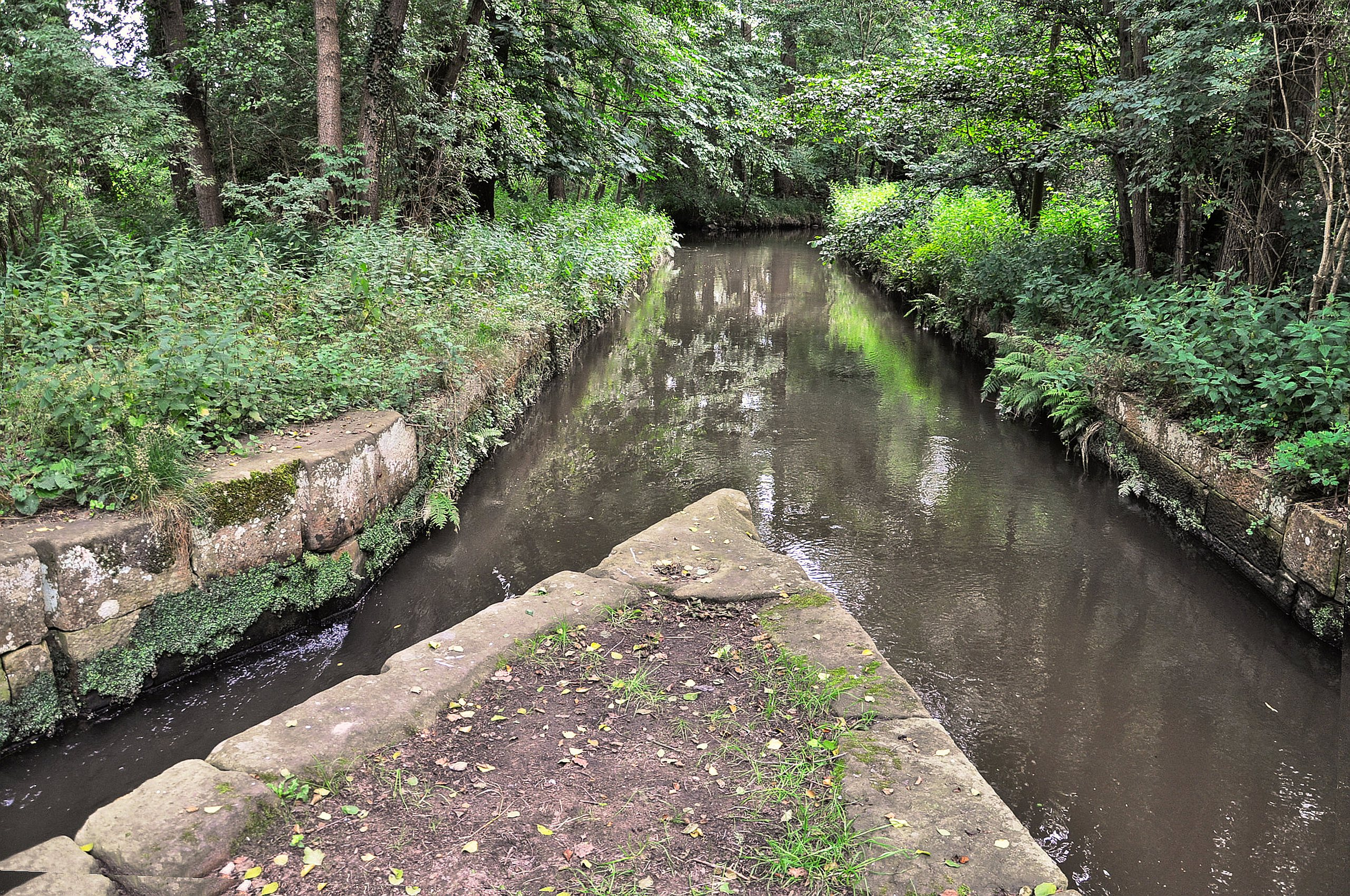
Hanhofer Wassergescheid von unterhalb: links Speyerbach, rechts Woogbach (Teilungsverhältnis 1:1)
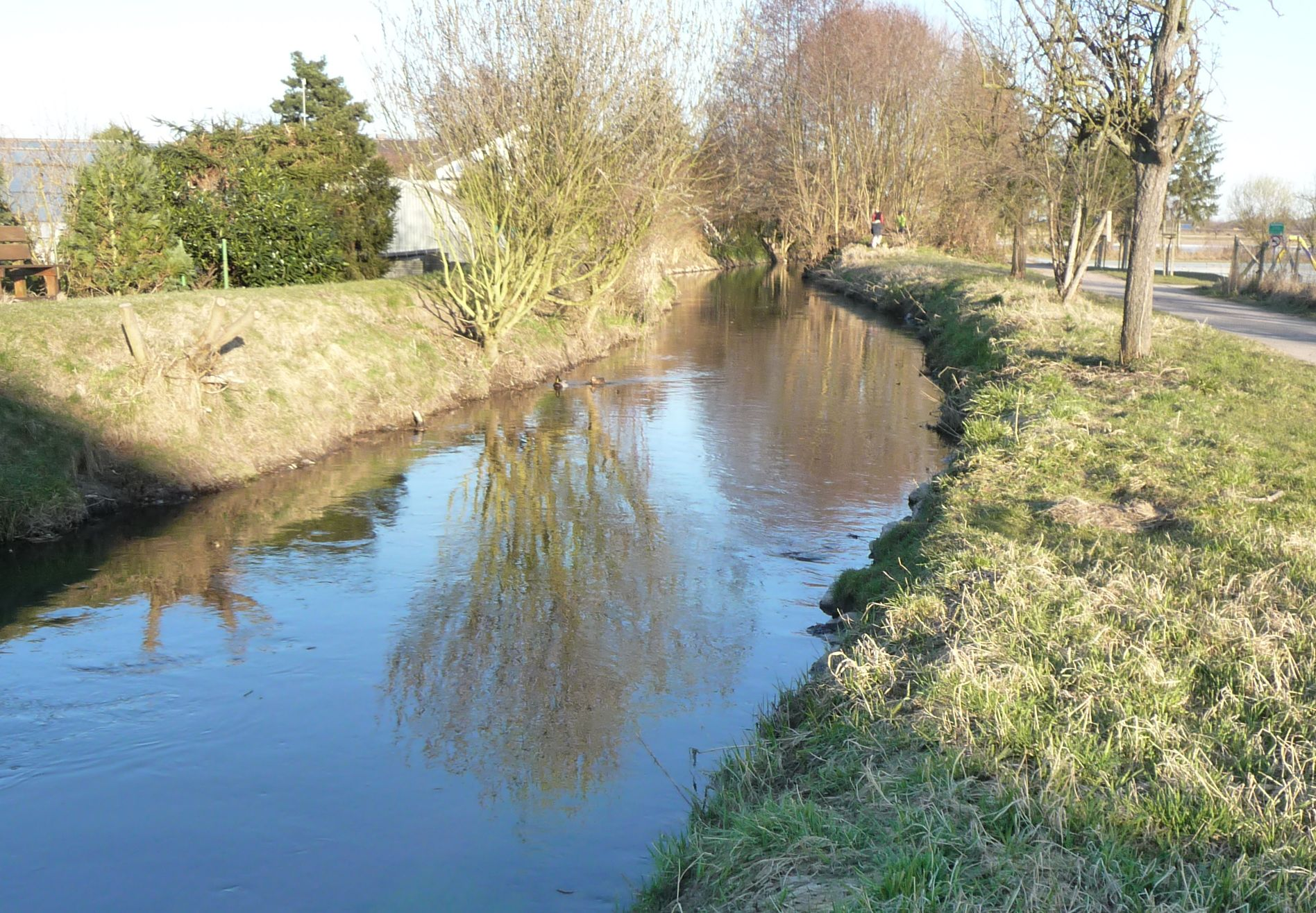
Speyerbach in Dudenhofen
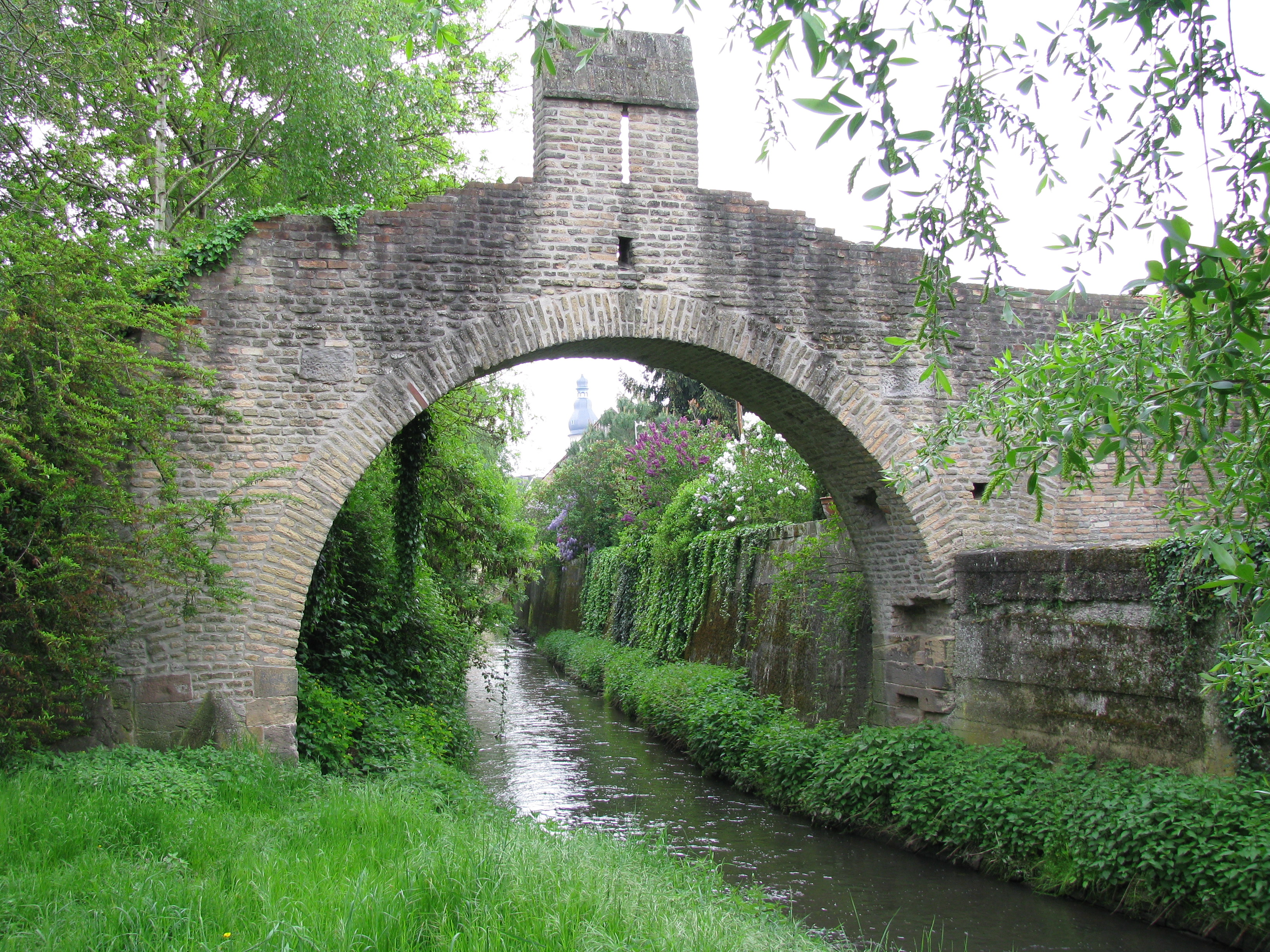
Speyerbach erreicht die Speyerer Stadtbefestigung
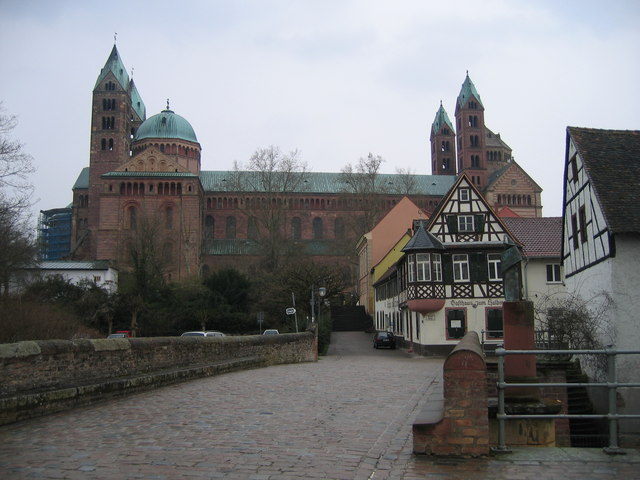
Blick von der Sonnenbrücke in Speyer zum Dom

#### Mündung

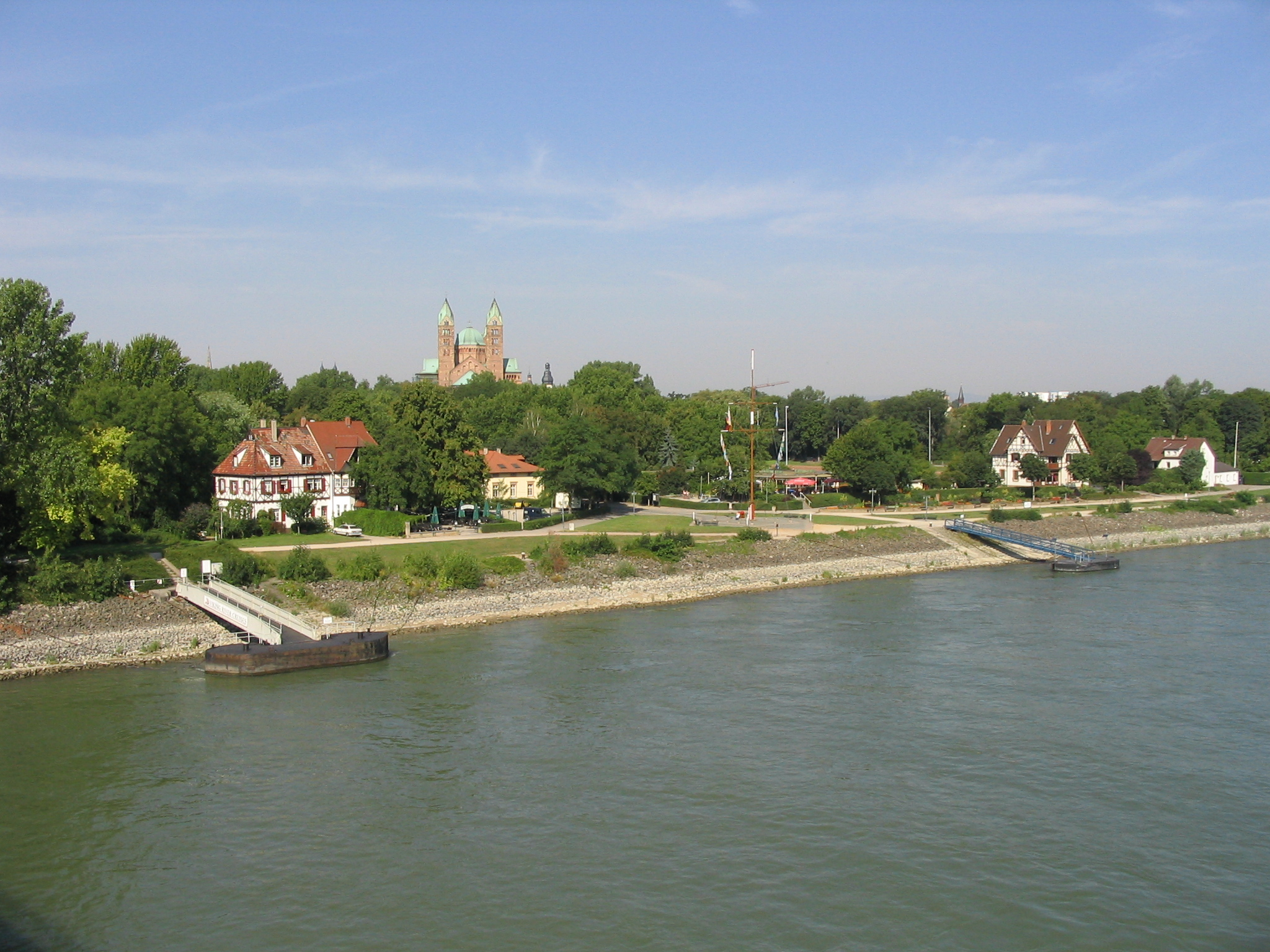
Blick auf die letzten Meter (Bildmitte nach rechts, fast parallel zum Rhein) vor der Mündung
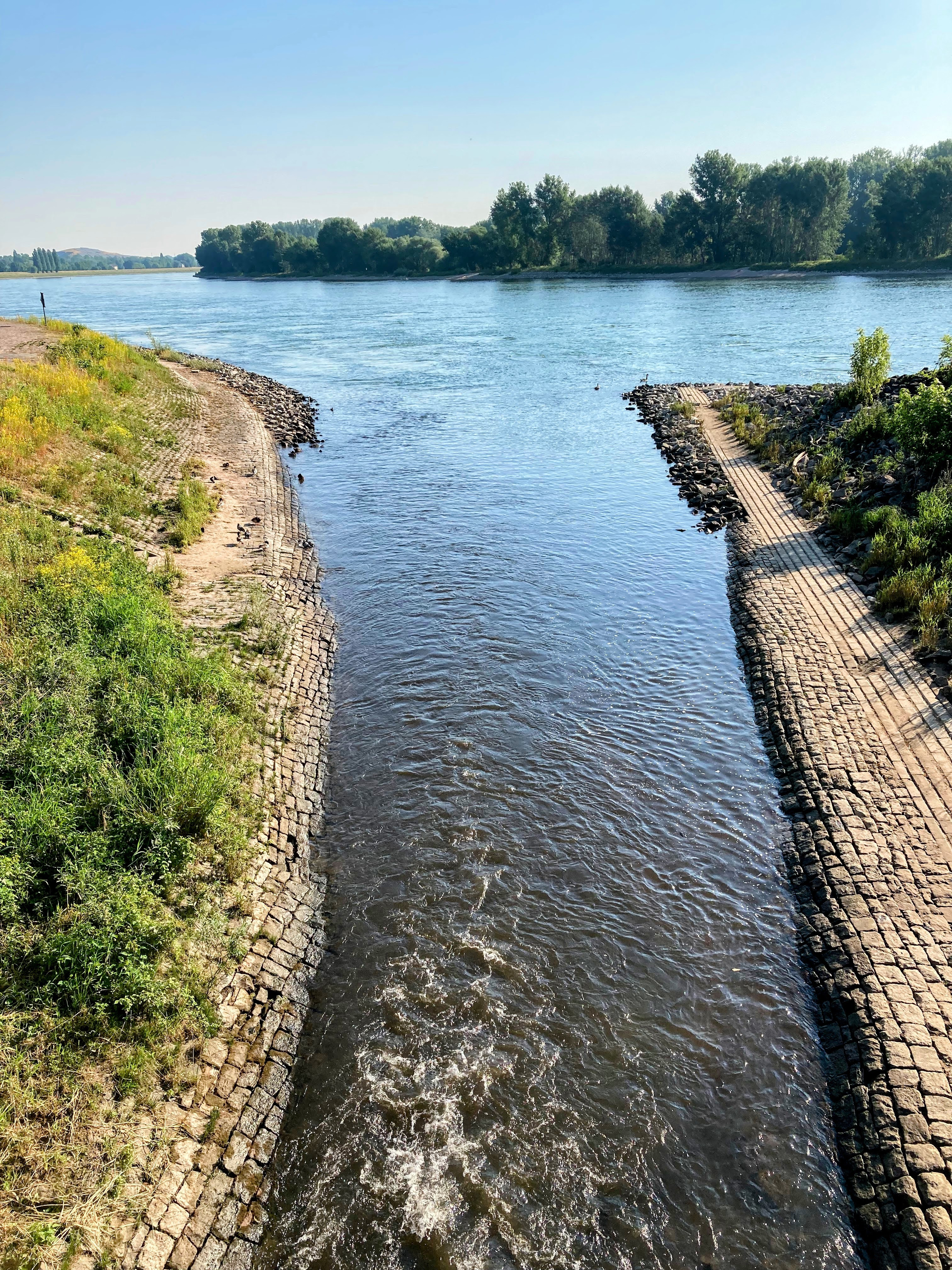
Mündung in den Rhein

Wenig oberhalb des Speyerer Floßhafens mündet der Speyerbach bei Rheinkilometer 400,3 und auf etwa 91 m Höhe von links in den Rhein.
Sein 59,5 km langer Lauf endet ungefähr 373 Höhenmeter unterhalb des Ursprungs seines Hauptstrang-Oberlaufs Erlenbach, somit hat er ein mittleres Sohlgefälle von etwa 6,3 ‰.

### Einzugsgebiet
Das 595,806 km² große Einzugsgebiet des Speyerbachs erstreckt sich vom mittleren Pfälzerwald über den Haardtrand bis zum Vorderpfälzer Tiefland und wird durch ihn über den Rhein in die Nordsee entwässert.
Es grenzt
- im Süden an das Einzugsgebiet der Queich, die in den Rhein mündet;
- im Südwesten an das des Schwarzbachs, der über die Blies, die Saar und die Mosel in den Rhein entwässert;
- im Nordwesten an das des Glans und an das der Alsenz, die beide über die Nahe in den Rhein entwässern, und
- im Norden an das der Isenach, die in den Rhein mündet.

Die höchste Erhebung ist die Kalmit mit einer Höhe von 672,6 m ü. NHN.
Landnutzung:
| Wasser- körper       | Wald   | Wald  | Grünland | Grünland | Acker | Acker | Sonderkultur | Sonderkultur | Siedlung | Siedlung | Gewässer | Gewässer | Sonstiges | Sonstiges | Insgesamt | Insgesamt |
| km²                  | %      | km²   | %        | km²      | %     | km²   | %            | km²          | %        | km²      | %        | km²      | %         | km²       | %         |           |
| -------------------- | ------ | ----- | -------- | -------- | ----- | ----- | ------------ | ------------ | -------- | -------- | -------- | -------- | --------- | --------- | --------- | --------- |
| Oberer Speyerbach    | 150,17 | 96,89 | 02,12    | 01,37    | 00,06 | 00,04 | 00,00        | 00,00        | 02,23    | 01,44    | 0,03     | 0,02     | 0,37      | 0,24      | 154,99    | 100,00    |
| Hochspeyerbach       | 109,24 | 91,65 | 01,76    | 01,48    | 02,88 | 02,42 | 00,00        | 00,00        | 04,41    | 03,70    | 0,01     | 0,01     | 0,88      | 0,74      | 119,19    | 100,00    |
| Mittlerer Speyerbach | 035,82 | 86,41 | 00,12    | 00,29    | 00,17 | 00,40 | 00,16        | 00,38        | 04,88    | 11,77    | 0,02     | 0,04     | 0,29      | 0,71      | 041,45    | 100,00    |
| Unterer Speyerbach   | 006,62 | 12,08 | 05,05    | 09,21    | 22,64 | 41,31 | 00,62        | 01,14        | 17,65    | 32,20    | 0,06     | 0,11     | 2,16      | 3,95      | 054,81    | 100,00    |
| Triefenbach          | 011,46 | 17,39 | 03,78    | 05,73    | 10,13 | 15,37 | 28,70        | 43,54        | 09,58    | 14,54    | 0,09     | 0,13     | 2,18      | 3,30      | 065,91    | 100,00    |
| Oberer Modenbach     | 027,42 | 90,79 | 00,49    | 01,63    | 00,06 | 00,21 | 01,30        | 04,31        | 00,78    | 02,58    | 0,04     | 0,12     | 0,11      | 0,36      | 030,20    | 100,00    |
| Mittlerer Modenbach  | 012,11 | 12,46 | 05,38    | 05,53    | 29,17 | 30,01 | 39,37        | 40,50        | 09,29    | 09,56    | 0,12     | 0,12     | 1,77      | 1,82      | 097,21    | 100,00    |
| Unterer Modenbach    | 009,33 | 29,53 | 04,03    | 12,76    | 11,28 | 35,73 | 03,67        | 11,62        | 02,77    | 08,77    | 0,09     | 0,28     | 0,41      | 1,31      | 031,58    | 100,00    |
| Speyerbach           | 362,16 | 60,83 | 22,73    | 03,82    | 76,40 | 12,83 | 73,82        | 12,40        | 51,59    | 08,67    | 0,45     | 0,08     | 8,18      | 0,37      | 595,34    | 100,00    |

### Ortschaften
(von der Quelle zur Mündung)
- Hofstätten (Waldgemarkung mit Husarenbrunnen als Erlenbachquelle)
- Erlenbach
- Speyerbrunn
- Mückenwiese
- Elmstein
- Appenthal
- Helmbach
- Breitenstein
- Erfenstein (links) / Neustadt an der Weinstraße (rechts, Waldgemarkung)
- Iptestal
- Sattelmühle
- Frankeneck
- Lambrecht
- Lindenberg
- Neustadt an der Weinstraße-Schöntal
- Neustadt an der Weinstraße (Kernstadt)
- Neustadt an der Weinstraße-Winzingen
- Speyerdorf
- Haßloch
- Hanhofen
- Dudenhofen
- Speyer

## Geologie

### Im Pfälzerwald
Der 251–243 Mio. Jahre alte Buntsandstein und in geringerem Maße auch der ältere Zechstein (256–251 Mio. Jahre) prägen die Oberflächengestalt des mittleren Pfälzerwalds und somit auch die morphologischen Strukturen des Speyerbach-Oberlaufs und seiner Nebenbäche. Landschaftsbestimmend sind dabei in erster Linie Formationen des Unteren Buntsandsteins, deren Sandsteine zu sandigen, nährstoffarmen Böden verwittern. Daneben wurden an tieferen Stellen der Bachläufe durch Erosion auch Formationen des Zechsteins aufgeschlossen, wobei hier vor allem die Speyerbachschichten mit braunroten Tonsteinen vertreten sind. Weil diese Materialien von weicherer Konsistenz sind, wurden sie zum Mittellauf des Speyerbachs hin stärker ausgeräumt, so dass die Bachtäler sich zu Sohlentälern verbreiterten. Typisch für die Erhebungen an den Talhängen sind hoch aufragende Bergklötze und langgezogene, trapezförmige Bergrücken mit häufig felsigem Gipfelbereich.

### In der Rheinebene
Wichtigstes Ereignis in der Landschaftsentwicklung der heutigen Vorderpfalz war der Einbruch des Oberrheingrabens gegenüber den umgebenden Mittelgebirgen, der im Alttertiär vor etwa 50 Millionen Jahren einsetzte und bis in die Jetztzeit andauert. Der Unterlauf des Speyerbachs schuf mit der Ablagerung von Materialien, die vom Wasser weiter oben ausgeräumt und streckenweise mitgeführt wurden, aus Gesteinsschutt und Sanden einen breiten Schwemmfächer mit Aufschüttungs- bzw. Abtragungsterrassen. Bevor menschliche Eingriffe in die Laufrichtung erfolgten, verlagerte sich der Speyerbach, beeinflusst besonders durch klimatische Faktoren wie anhaltende Trockenheit oder starke Niederschläge, über lange Zeiträume innerhalb des Schwemmfächers in Maßen hin und her.

## Gewässergüte

### Oberer Speyerbach
Der bis zur Mündung des Hochspeyerbachs reichende obere Speyerbach samt seinen wasserreichsten Zuflüssen ist als Gewässertyp 5.1 bei den feinmaterialreichen, silikatischen Mittelgebirgsbächen eingestuft. Seine ökologische Bewertung, bezogen auf Phytobenthos, Makrozoobenthos und Fische, ist gut; die Umweltqualitätsnorm (UQN) ist eingehalten, die Allgemeine Degradation gilt als sehr gut. Saprobiebelastung und chemischer Zustand werden als gut angesehen.

### Mittlerer Speyerbach
Der von der Mündung des Hochspeyerbachs bis nach Neustadt reichende mittlere Speyerbach ist als Gewässertyp 9.1 bei den karbonatischen, fein- bis grobmaterialreichen Mittelgebirgsbächen eingestuft. Seine ökologische Bewertung ist bezogen auf Phytobenthos und Makrozoobenthos gut, bezogen auf Fische mäßig, was zu einer Gesamtbewertung mäßig führt; die UQN ist eingehalten, die Allgemeine Degradation gilt als gut. Saprobiebelastung und chemischer Zustand werden als gut angesehen.

### Unterer Speyerbach
Der von Neustadt bis zur Mündung reichende untere Speyerbach ist ebenfalls als Gewässertyp 9.1 bei den karbonatischen, fein- bis grobmaterialreichen Bächen eingestuft. Seine ökologische Bewertung ist bezogen auf Phytobenthos mäßig, bezogen auf Makrozoobenthos unbefriedigend, bezogen auf Fische mäßig, was zu einer Gesamtbewertung unbefriedigend führt; die UQN ist eingehalten, die Allgemeine Degradation gilt als unbefriedigend. Die Saprobiebelastung wird als mäßig, der chemische Zustand als nicht gut angesehen.

## Geschichte

### Name
Der Bach wurde im 12. Jahrhundert („super litus fluuii Spire“) erstmals urkundlich erwähnt. Der Name Speyer selbst tritt schon 496/506 („Sphira“) in Erscheinung. Er könnte sich etymologisch vom germanischen *Spīwrō mit der Bedeutung „der Speihende“ ableiten.

### Um- und Ausbau

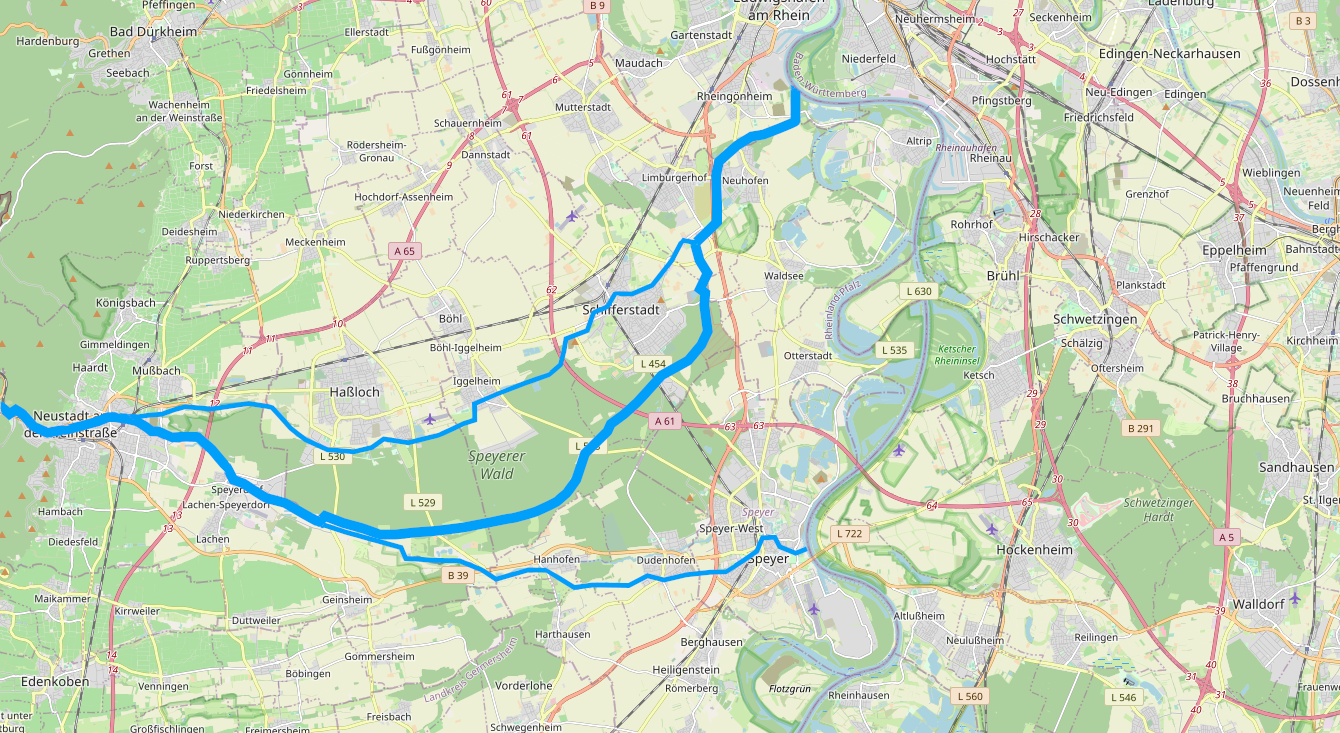
Ungefähre alte geologische Abflusslinie (dick hervorgehoben) des Speyerbachs mitten durch den Speyerer Wald über Ranschgraben und unteren Rehbach

Der heutige Speyerbach ist vor allem am Mittel- und Unterlauf weitgehend Menschenwerk. Bis zur Neustadter Gegend hinab wurde der Bachlauf eher kleinräumig korrigiert, während weiter flussabwärts das Gewässer auf langer Strecke nach Südosten in Richtung Speyer umgelenkt wurde. Sein früherer Unterlauf durch die Rheinebene in Nordostrichtung lässt sich nicht sicher rekonstruieren, zumal der Speyerbach auf seinem Schwemmfächer schon vor jedem menschlichen Eingriff immer wieder seinen Lauf änderte.
Mehrere Stellen kommen infrage, an denen der Speyerbach sich nach Nordosten gewendet haben könnte, ehe er umgelenkt wurde:
- ⊙ bereits kurz unterhalb von Speyerdorf, etwa im Bereich des heutigen oberen Erbsengrabens;
- ⊙ etwa 2 km weiter bei der Hahnenruh, im Bereich des heutigen oberen Waldgrabens;
- ⊙ nochmals knapp 1,5 km weiter bei dem auffälligen Rechtsknick nach Süden vor der Gewann Königswiese, im Bereich des heutigen unteren Waldgrabens.[29]

In allen denkbaren Fällen muss der alte Speyerbach aus der Rinne des einen oder anderen heute noch vorhandenen Grabens nach Durchquerung des Naturschutzgebiets Böhler Bruch-Kandelwiese nordostwärts in die geologische Abflussmulde des jetzigen Ranschgrabens  übergetreten sein. Dieser passiert später die Wohnbebauung von Schifferstadt südöstlich und wendet sich dann nach Norden. Bei Limburgerhof-Rehhütte trifft er auf den Rehbach, der von dort an selbst auf der alten Abflusslinie des Speyerbachs fließt und im Süden von Ludwigshafen den Rhein erreicht.

Militärlager während der Schlacht am Speyerbach 1703

Neu geschaffen wurde der Unterlauf des Speyerbachs von Neustadt nach Südosten vielleicht schon in römischer Zeit, um den germanischen Siedlungsvorläufer Speyers, Noviomagus Nemetum, mit Brennholz aus dem Pfälzerwald zu versorgen. Weniger wahrscheinlich ist es, dass die Neuanlage erst im Mittelalter um das Jahr 800 unter den Karolingern begonnen wurde, als Speyer nach und nach zu einem ihrer Verwaltungszentren wurde.
Die noch verbliebenen Gewässerschlingen wurden am 15. November 1703 bei der Schlacht am Speyerbach während des Spanischen Erbfolgekriegs sowohl den französischen als auch den Reichstruppen zum Verhängnis. Später wurde das neue Bett, das streckenweise noch alten Senken folgte, weiter begradigt und teilweise höher gelegt, so dass das Gewässer in Dammlage bis zu 3 m über dem umgebenden Gelände verläuft und sogar aus einer Senke in eine benachbarte wechseln kann. Obendrein wurde das Gewässer zum Teil kanalisiert. Weil bei diesem Ausbau viele der früheren Mäander im freien Gelände beseitigt wurden, entfielen Retentionsflächen, die zuvor Überschwemmungen von Wohngebieten weitgehend verhindert hatten.
Die nach links abzweigenden Wasserläufe Rehbach (ab Neustadt) und Woogbach (ab Hanhofen) sind ebenfalls nicht ursprünglich, sie wurden im Spätmittelalter eingerichtet. Zudem existiert im Bereich der Leidnerschen Sägemühle in Elmstein der sogenannte Mühlgraben. Noch im 19. Jahrhundert zweigte zwischen Neustadt und Winzingen nach rechts der sogenannte Spitalbach ab, der die Siedlung Branchweiler den Höhenlinien nach im Bereich der heutigen Spitalbachstraße durchfloss; über den Bürgergraben unterhalb von Branchweiler dürfte er wieder in den Speyerbach zurückgemündet sein. Augenscheinlich wurde auch der Hainbach verändert, der noch im Mittelalter in den Speyerbach mündete, während er diesen heute in Dudenhofen unterquert und danach von rechts in den Woogbach einfließt.

### Begradigung, Verrohrung und Renaturierung
Besonders im 20. Jahrhundert wurden in der Rheinebene die Bachläufe – so auch der Speyerbach – zwischen den Ortschaften abschnittsweise begradigt, mit erheblichen Folgen bei extremen Niederschlägen: Beispielsweise wurde im Februar 1977 die Gegend des unteren Speyerbachs durch ein starkes Hochwasser heimgesucht; bei der Beseitigung der Schäden wirkte die Pioniergarnison Speyer mit.
Darüber hinaus wurden in den Siedlungsgebieten längere Bachstrecken verrohrt, was – vor allem in Neustadt – das Ortsbild beeinträchtigte. Dort verschwanden ab etwa 1960 der Speyerbach und seine Nebengewässer fast gänzlich von der Oberfläche. Die in den 1970er Jahren teilweise mangelhaft ausgeführte Verrohrung im Bereich des historischen Stadtquartiers Klemmhof ließ dort im Lauf der Zeit das Grundwasser in die Fundamente eindringen; 2009 mussten alle etwa 130 Bewohner für Wochen evakuiert werden, bis die Gebäude stabilisiert waren.
Im ersten Jahrzehnt des 21. Jahrhunderts wurden im Neustadter Grünzug Wallgasse und entlang der Festwiese der Speyerbach und sein dort parallel verlaufender linker Seitenarm Floßbach offengelegt und renaturiert. Die Arbeiten kosteten 2,7 Millionen Euro, deren Großteil vom Land Rheinland-Pfalz getragen wurde, und wurden im Juni 2010 abgeschlossen. Ende 2012 wurde bekanntgegeben, in dem renaturierten Grünzug und von dort ausgehend auch in den weiteren Neustadter Bachbereichen hätten sich Nutrias angesiedelt. Der europäische Bestand dieser aus Südamerika stammenden Nagetiere geht auf Individuen zurück, die vor Zeiten aus Pelztierfarmen entwichen sind oder bewusst ausgewildert wurden. Nutrias sind nach dem Biber die zweitgrößten in Europa vorkommenden Nager und können bis 10 kg Gewicht erreichen. Im Gegensatz zum Biber errichten sie keine Dämme, sondern graben ihre Bauten vorzugsweise in Uferhänge von Wasserläufen.

### Gütertransport

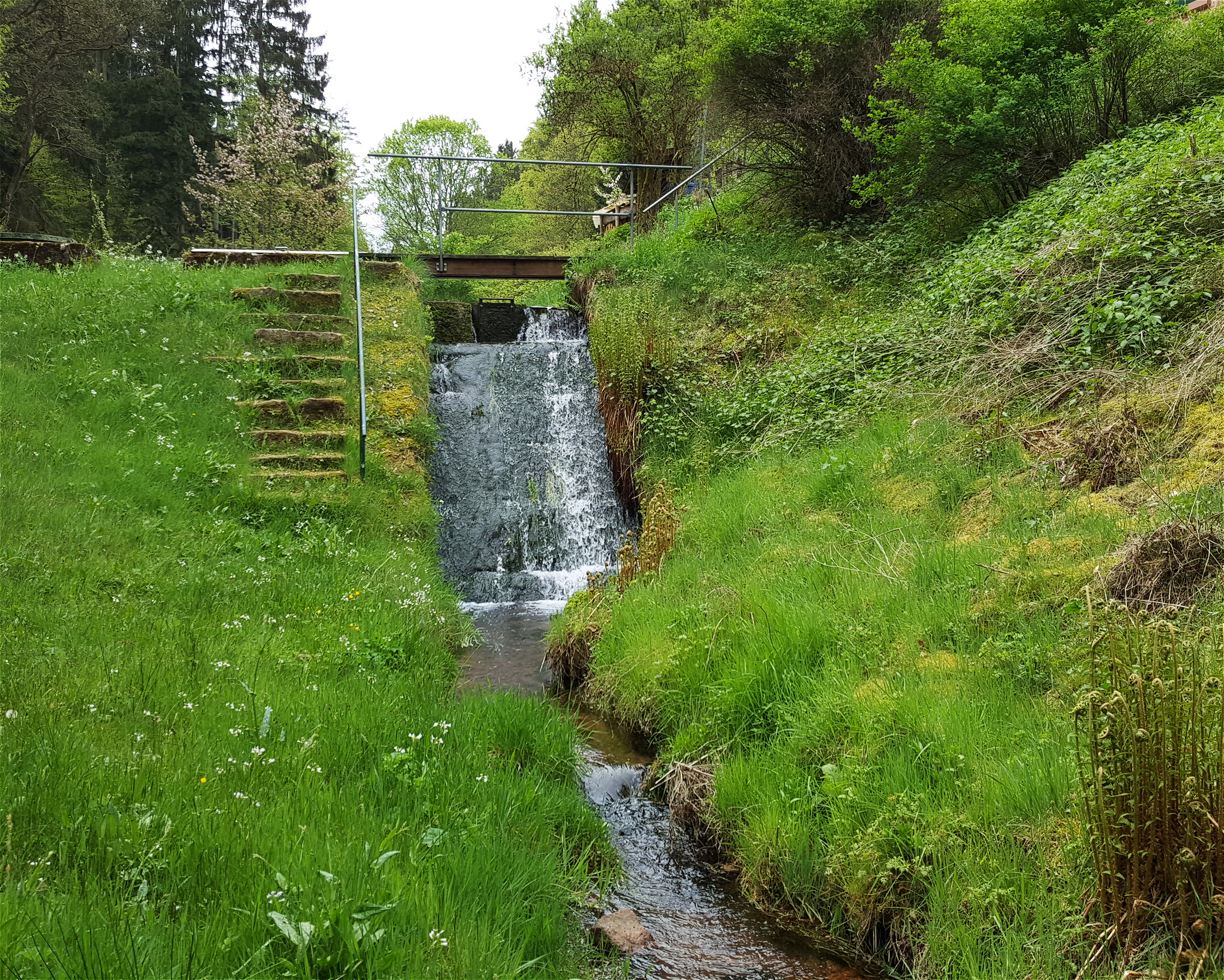
Triftanlage Augustenwoog am Oberlauf Erlenbach

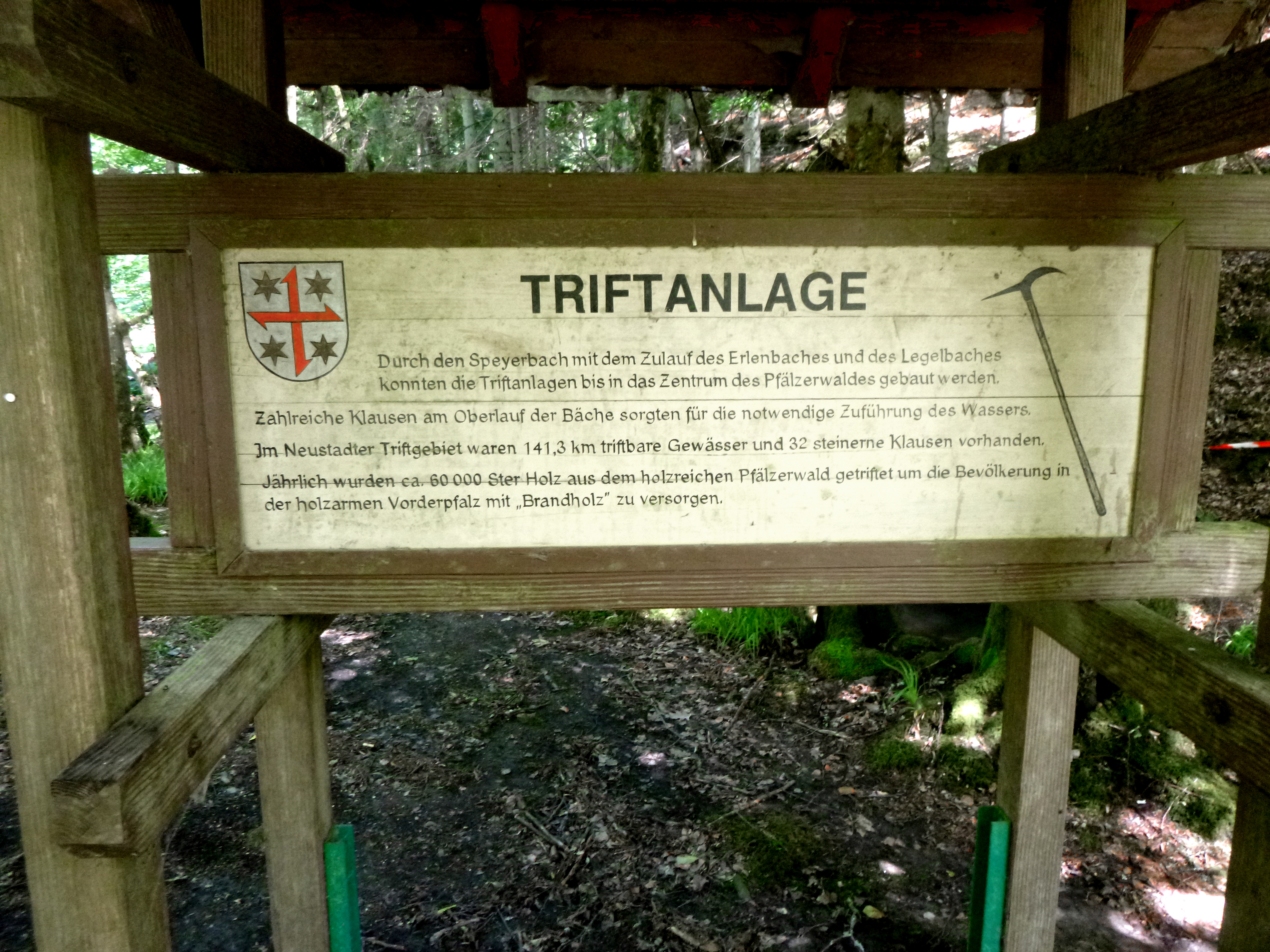
Hinweistafel beim an der Mündung des Großen Legelbachs in den Speyerbach

Über den Speyerbach wurden Waren aus dem westlichen Umland zum Rhein hin transportiert. So wurde der Sandstein für den Bau des Speyerer Doms in den 1020er Jahren in den Steinbrüchen des Haardtrands gebrochen und über den unteren Speyerbach in das 40 km entfernte Speyer verschifft. Zu dieser Zeit war der Speyerbach bereits zwecks Anbindung der Stadt Speyer nach Süden verlegt.
Der Fluss war auch als Transportweg für Holz wichtig. Weil für Flöße aus Baumstämmen die Wasserführung zu gering war, wurden Scheitholz oder Hölzer bis etwa 1,40 m Länge getriftet. Vor der Triftung wurde das Holz im waldreichen Oberlaufbereich in künstlich angelegten Stauteichen, den Woogen oder Klausen, gesammelt; aus diesen wurde es, wenn die Schneeschmelze den Wasserstand ansteigen ließ, auf den Weg gebracht. Am Hauptquellfluss des Speyerbachs, dem Erlenbach, existieren noch der  Augustenwoog, in dem Holz gesammelt wurde, sowie der Speyerbrunner Woog, dessen Wasserfüllung zur Beschleunigung des oberhalb gestarteten Transports diente.
Die Trift erforderte zeitliche Abstimmung, weil wegen der treibenden Hölzer das Wasser nicht zum Betrieb der am Bach gelegenen Mühlen, Säge- und Hammerwerke genutzt werden konnte, so dass Ausfallgebühren gezahlt werden mussten. 1832 gab es nach einem zeitgenössischen Bericht des Hauptlehrers Wendelin Johann Häge allein im Elmsteiner Tal drei Getreidemühlen, fünf Sägemühlen, eine Hammerschmiede und eine Papierfabrik, auf welche die Trift Rücksicht zu nehmen hatte. Zwecks Regulierung des Betriebs bestand bereits 1320 eine Floßordnung für den Speyerbach. Hiernach musste die Trift am 23. April, dem „Jörgetag“ genannten Georgstag, beendet sein. Wie die übrigen pfälzischen Gewässer wurde der Speyerbach triftgerecht ausgebaut, nachdem die Pfalz 1816 unter die Herrschaft des Königreichs Bayern gelangt war. Seit 1822 gab es in Neustadt ein Triftamt, und als 1852 in Elmstein eine Triftmeisterei eingerichtet wurde, gab es in der Region Neustadt etwas über 140 km Triftgewässerstrecken. Von 1882 an wurde die Trift dann schrittweise aufgegeben. Auf dem Speyerbach hielt sie sich bis 1902, zuletzt nur noch oberhalb von Frankeneck. Die letzte Trift transportierte 6193 Ster Holz.

## Sehenswürdigkeiten und Kultur

Auswahl
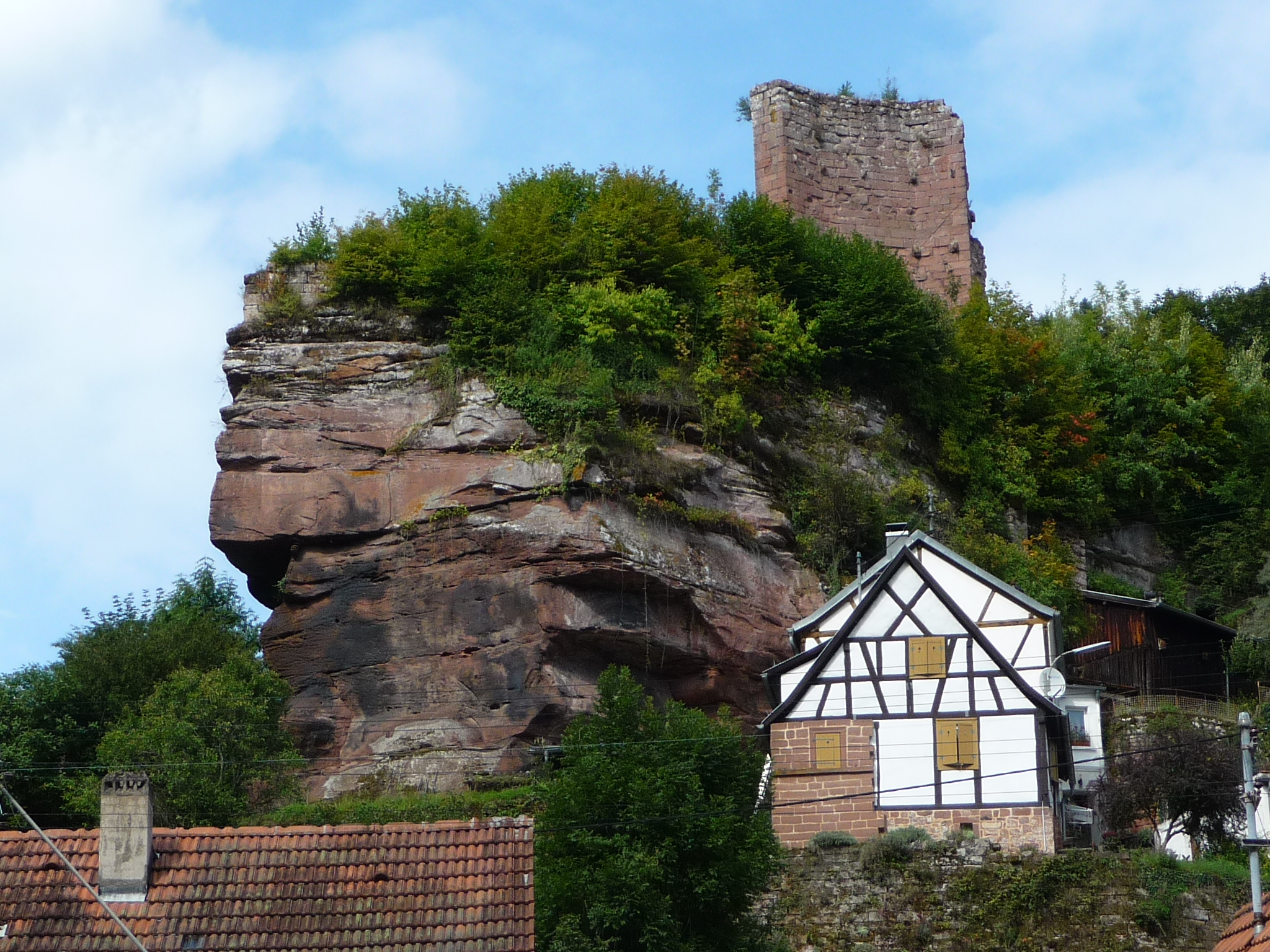
Burg Elmstein
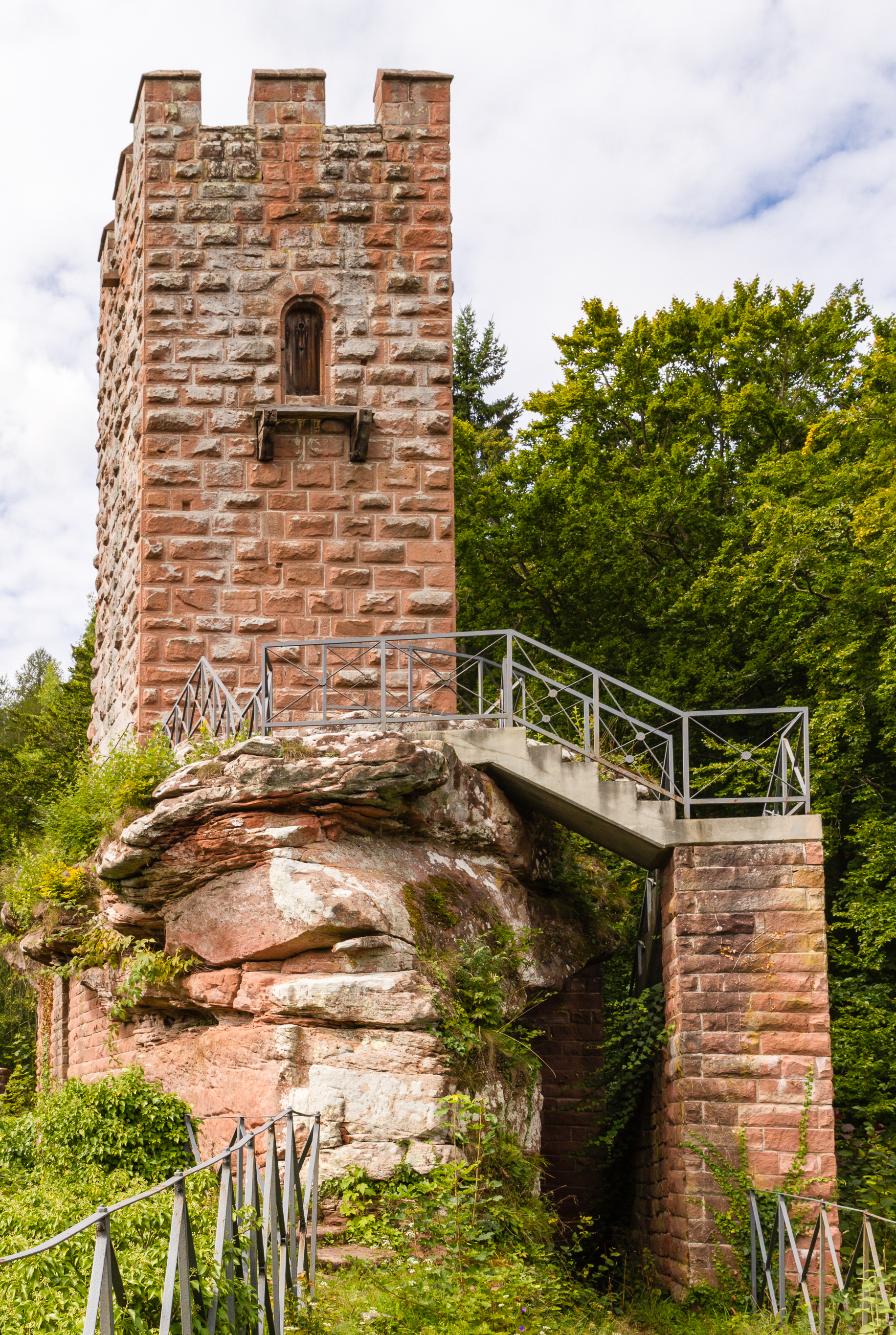
Burg Erfenstein
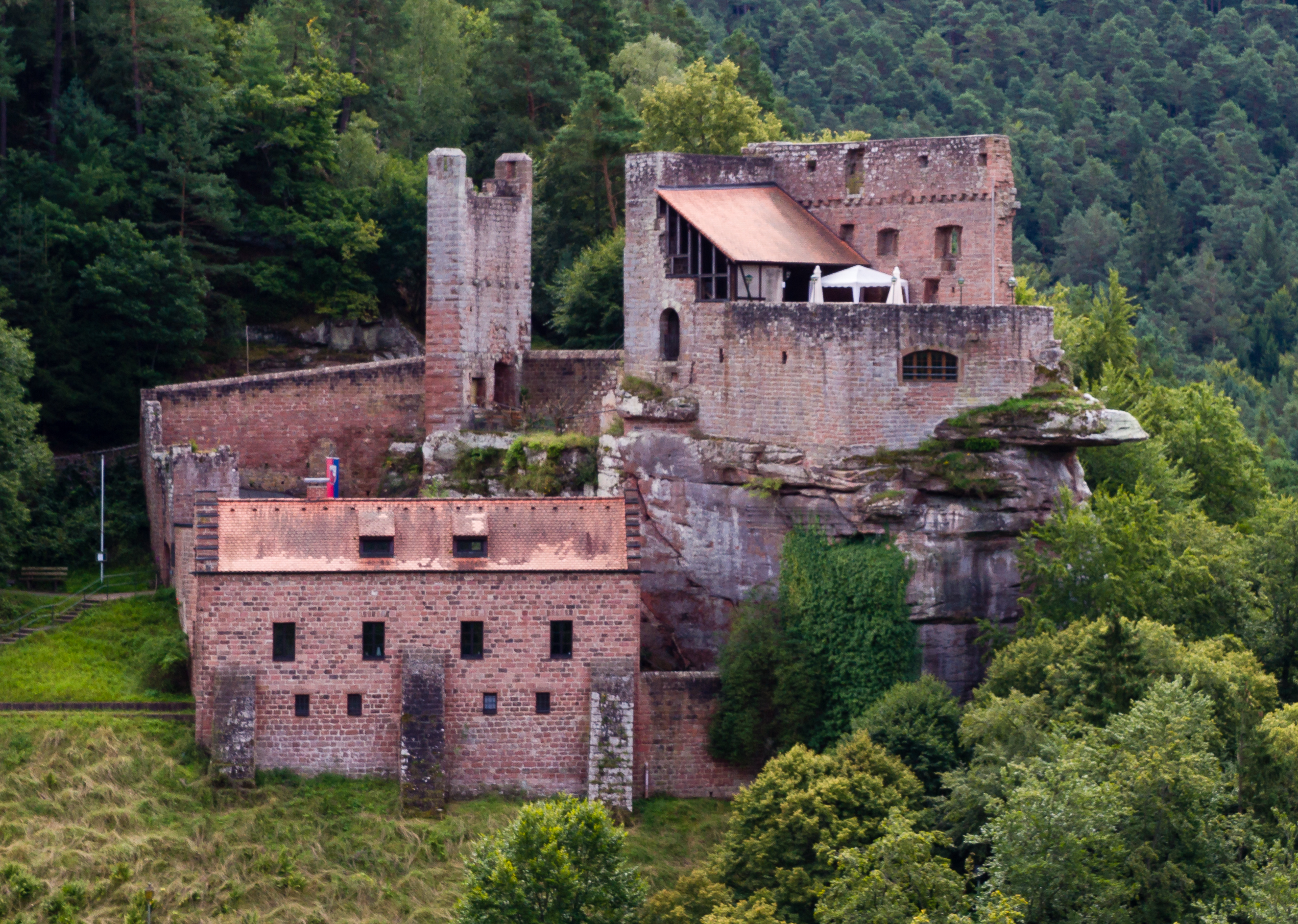
Burg Spangenberg
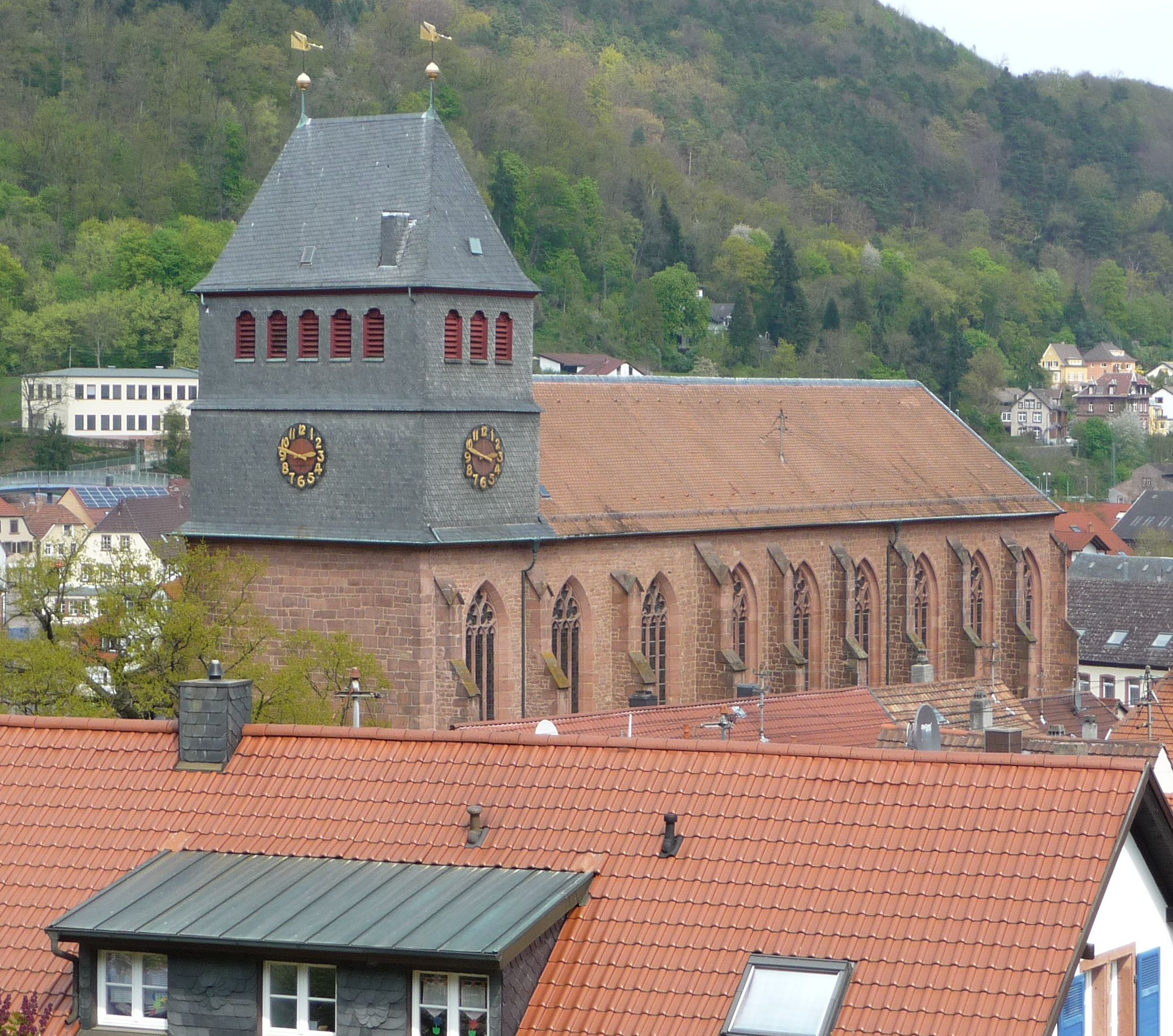
Klosterkirche in Lambrecht
Wolfsburg in Neustadt
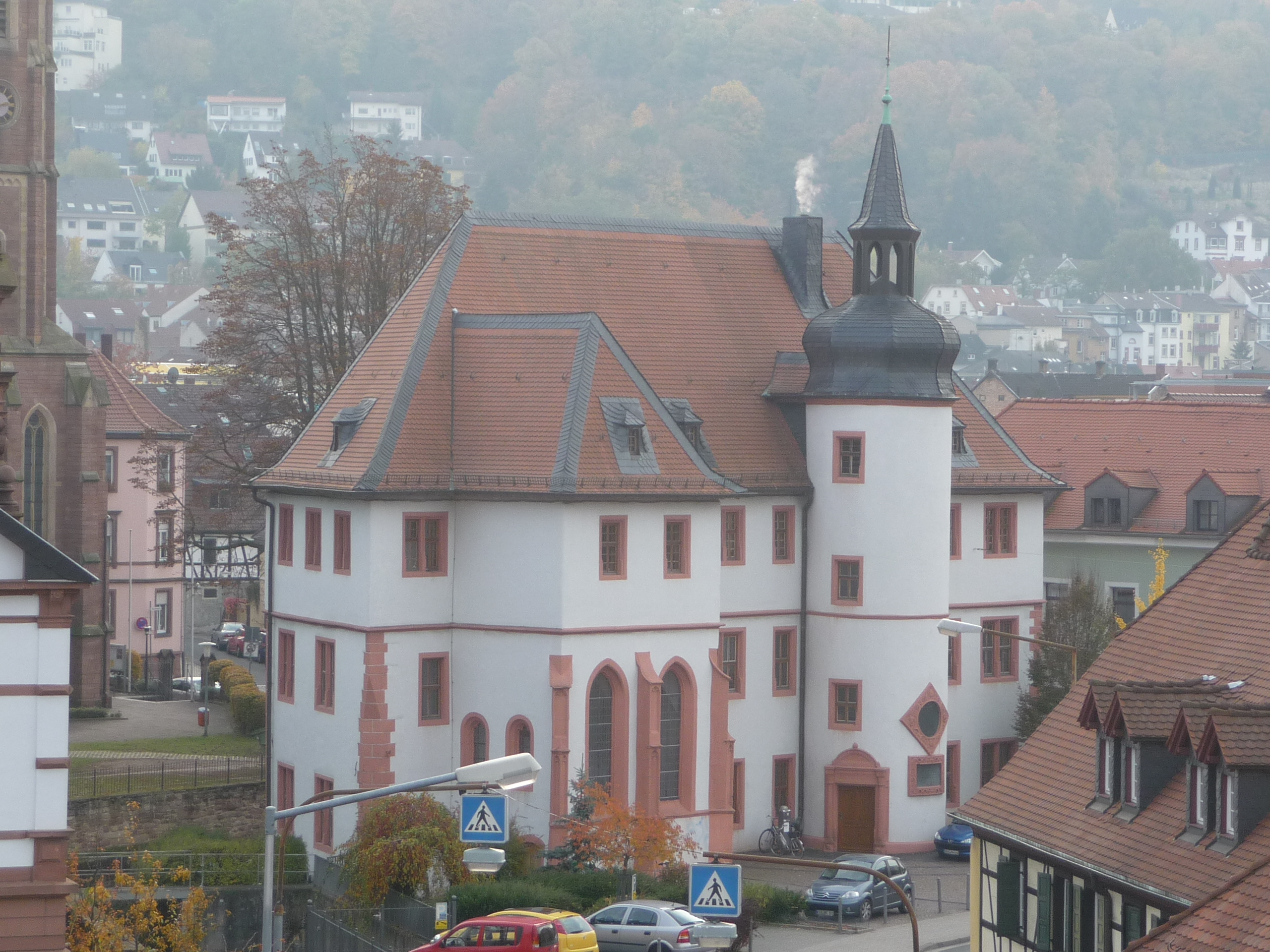
Casimirianum in Neustadt
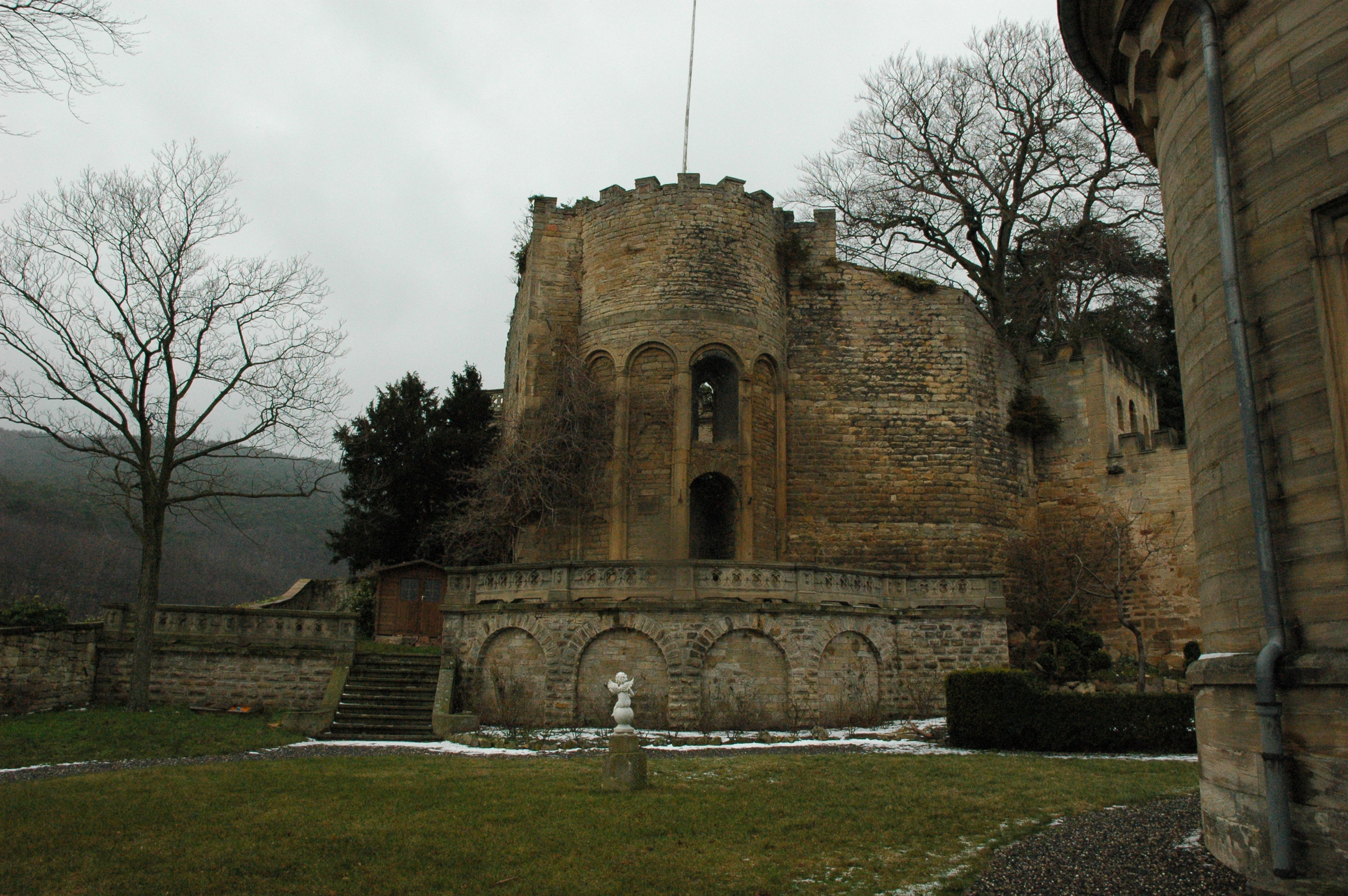
Burg Winzingen in Neustadt

### Burgen und Schlösser
Die Ruine der Burg Elmstein oberhalb des gleichnamigen Ortes an der Südwestflanke des Schloßbergs befindet sich in Privateigentum und kann nur von außen besichtigt werden. Über dem Weiler Breitenstein liegt die Ruine der gleichnamigen Burg. Die Sage von der Ledernen Brücke verknüpft die beiden Ruinen von Erfenstein (links des Speyerbachs) und Spangenberg (rechts) beim Weiler Erfenstein miteinander.
Am Rand von Neustadt stehen die Wolfsburg, die Burg Winzingen, das Haardter sowie das Hambacher Schloss; letzteres ist ein Symbol der deutschen Demokratiebewegung, die dort 1832 mit dem Hambacher Fest einen frühen Höhepunkt hatte. Mitten im Stadtgebiet – genauer an der Stelle des Klemmhofs – stand ab dem 13. Jahrhundert eine Wasserburg der Pfalzgrafen bei Rhein. Burg Marientraut in Hanhofen, 1414 vom Speyerer Fürstbischof als Wasserburg im Woogbach direkt unterhalb von dessen Abgang aus dem Speyerbach errichtet, ist nach mehreren Zerstörungen seit dem Ende des 18. Jahrhunderts endgültig Ruine.

### Andere historische Bauwerke
Die Wappenschmiede Elmstein, bis 1975 durch den letzten Wappenschmied Heinrich Haag (1901–1980) betrieben und 1990 als Museum eröffnet, informiert umfassend über die Waldarbeit und über die Trift auf dem Speyerbach. Im Mittelalter wurde am Speyerbach das Kloster Lambrecht gegründet, Keimzelle der gleichnamigen Stadt. Der Stadtkern südlich des Bachs ist als Denkmalzone ausgewiesen.
In Neustadt fließt der Speyerbach am Casimirianum vorbei, in dem im 16. Jahrhundert vorübergehend eine Universität der calvinistischen Richtung der Reformation betrieben wurde. Am östlichen Stadtrand steht die denkmalgeschützte Haidmühle, die ihren Betrieb Anfang der 1970er Jahre einstellte. Auf der Höhe von Speyerdorf gibt es zwei ebenfalls denkmalgeschützte Wehre.
Die Fronmühle am Speyerbach zwischen Haßloch und dem Neustadter Ortsteil Geinsheim bietet neben ihrer Waldgaststätte eine noch bis 2012 betriebene Mühle, die damals auf Stromerzeugung umgestellt wurde, sowie das Naturdenkmal einer riesigen Trauerweide. Die Aumühle zwischen Haßloch und Hanhofen wartet mit Gastronomie und einem noch laufenden Mühlrad auf, das heute der Stromgewinnung dient.
Die zahlreichen Denkmalzonen in der Kernstadt von Speyer werden teilweise durch den als Gießhübelbach verrohrten Speyerbach unterquert. Weiter unterhalb tritt der Fluss wieder an die Oberfläche und umfließt den Dom nördlich im Abstand von etwa 200 m.  Dabei unterquert er die zweibogige Sonnenbrücke aus behauenen Sandsteinen, die 1242 als Nikolausbrücke erstmals erwähnt wurde. An ihrem Nordende steht ein denkmalgeschütztes Fachwerkhaus; darin wurde ab etwa 1702 bis zur Nutzungsänderung 1927 das Gasthaus „Zur Sonne“ betrieben, von dem die Brücke ihren heutigen Namen hat.

### Rittersteine

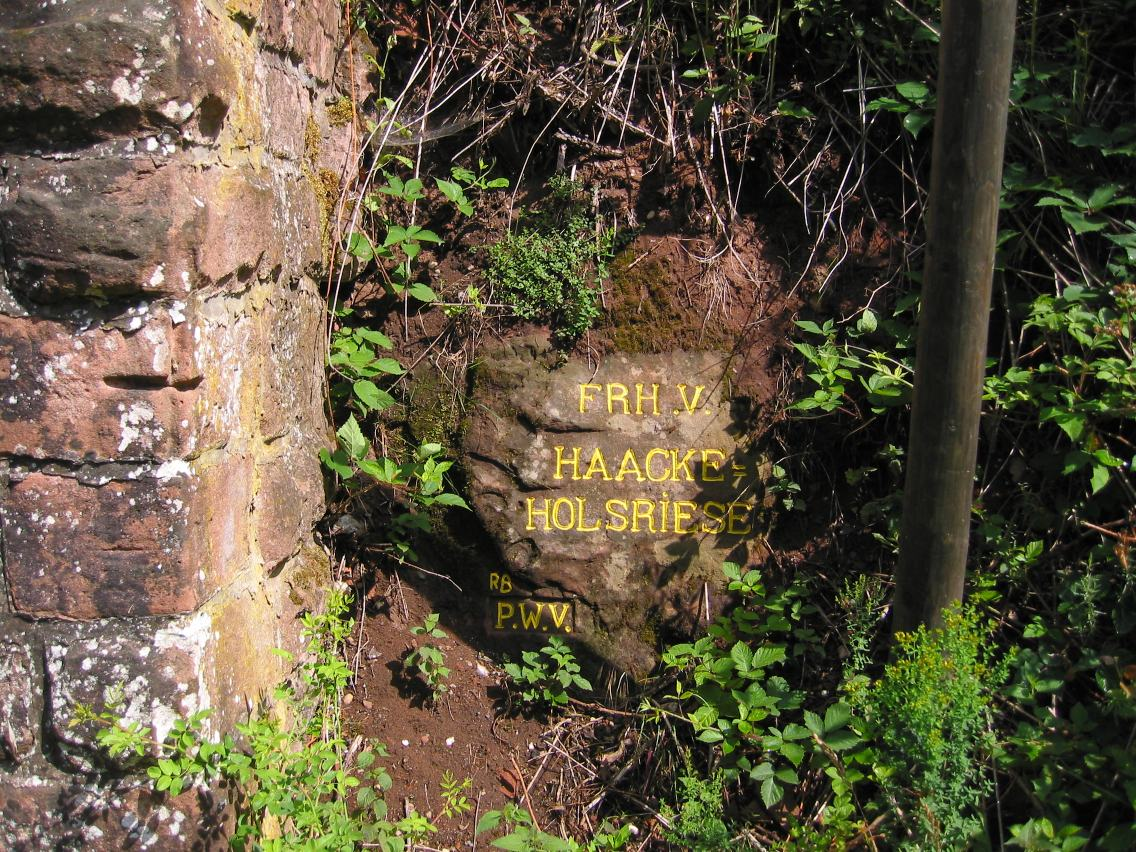
Ritterstein 121

Im Einzugsgebiet des Speyerbachs stehen Rittersteine als Markierungen:
- Ritterstein Nr. 93 am Quellstrang Erlenbach zwischen dem Augustenwoog und dem Weiler Erlenbach beim Standort der abgegangenen Hexlerhütte mit ebendieser Aufschrift[34]
- Ritterstein Nr. 254 bei Speyerbrunn mit der Inschrift Speyerbach-Ursprung Flosswoog mit Schleuse[35]
- Neben der Kirche in Speyerbrunn verweist der Ritterstein 121 auf eine vom kurpfälzischen Forstmeister Ludwig Anton von Hacke in der ersten Hälfte des 18. Jahrhunderts angelegte Holzriese.[36]
- Bei Appenthal steht der Ritterstein 251 mit der Aufschrift Hecker-Brücke. Hintergrund war der Brückenbau über den Speyerbach. Dafür gab es eine Demonstration unter der Führung eines Talbewohners, der „Hecker“ genannt wurde; diese Bezeichnung hatte er in Anlehnung an den 48er-Revolutionär Friedrich Hecker erhalten.[37]
- Die Rittersteine 95[38] und 96[39] weisen auf eine frühere Schmelz an der Einmündung des Legelbachs hin.
- Die Rittersteine 109[40] und 110[41] markieren den Eingang des Welterstals.
- Der Ritterstein 112 erinnert an das abgegangene Forsthaus Mückenwies.[42]
- Der Ritterstein 113 macht auf die nahe Ruine der Burg Breitenstein aufmerksam.[43]

## Wirtschaft und Infrastruktur

### Wirtschaft

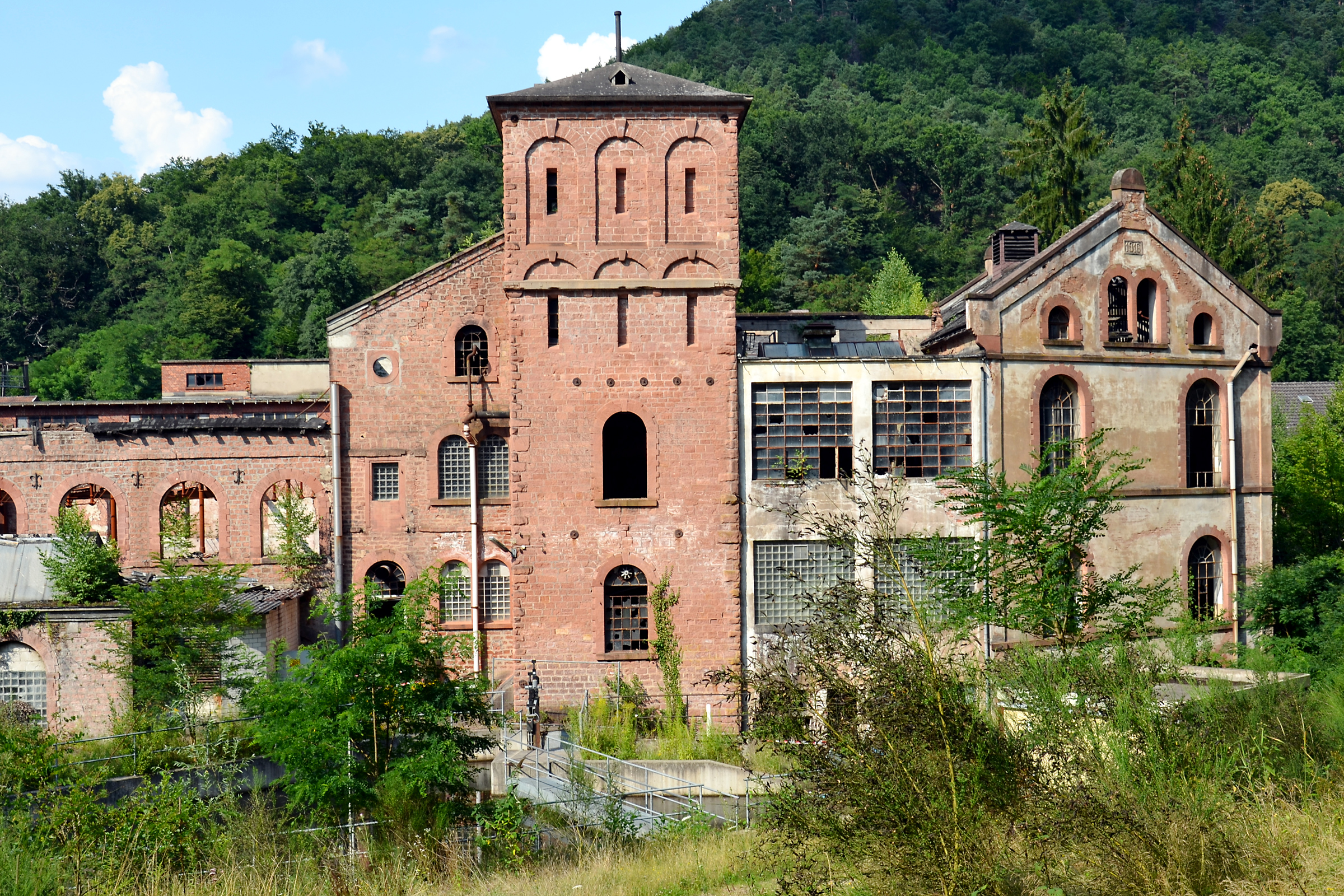
Ehemalige Papierfabrik in Lindenberg

Die wirtschaftliche Nutzung des Speyerbachs in früherer Zeit ist unter Mühlen und Triebwerke sowie unter Gütertransport behandelt.
Zudem entwickelten sich im Lambrechter Tal vor allem im 19. Jahrhundert ursprüngliche Papiermühlen zu großen Papierfabriken, weil der Rohstoff Holz und der Energielieferant Wasser nahe beieinander verfügbar waren. Wegen der sehr personalintensiven Arbeit waren die Anlagen für den regionalen Arbeitsmarkt von großer Bedeutung. Dies gilt auch heute noch, obwohl der technische Fortschritt einen Stellenabbau bewirkt hat.

### Verkehr
Straßenverkehr
Die Quellregion des Oberlaufs Erlenbach ist nur über Waldwege erreichbar. Ab dem gleichnamigen Weiler Erlenbach wird das Gewässer linksseitig von der Kreisstraße 40 begleitet. Sie mündet bei Speyerbrunn in die Landesstraße 499, die – ebenfalls links des Laufs – am Speyerbach abwärts das Elmsteiner Tal erschließt. In Frankeneck endet sie mit der Einmündung in die Bundesstraße 39 (Frankenstein–Neustadt–Speyer). Diese – jetzt rechts des Laufs – entfernt sich nach der Durchquerung von Lambrecht und Neustadt etwas vom Speyerbach nach Süden. Am Unterlauf wird sie ab dem Holiday Park wieder in großer Nähe zum Bach geführt und überquert ihn bei der Aumühle nach links, um nördlich parallel Speyer zu erreichen.
Der Speyerbach unterquert Straßen, die regional oder überregional bedeutsam sind: in Neustadt die Deutsche Weinstraße (Schweigen–Bockenheim), zwischen Neustadt und Speyerdorf die Autobahn 65 (Ludwigshafen–Karlsruhe) und am Westrand von Speyer die autobahnmäßig ausgebaute Bundesstraße 9 (Kranenburg/Niederrhein–Lauterbourg/Elsass).
Schienenverkehr

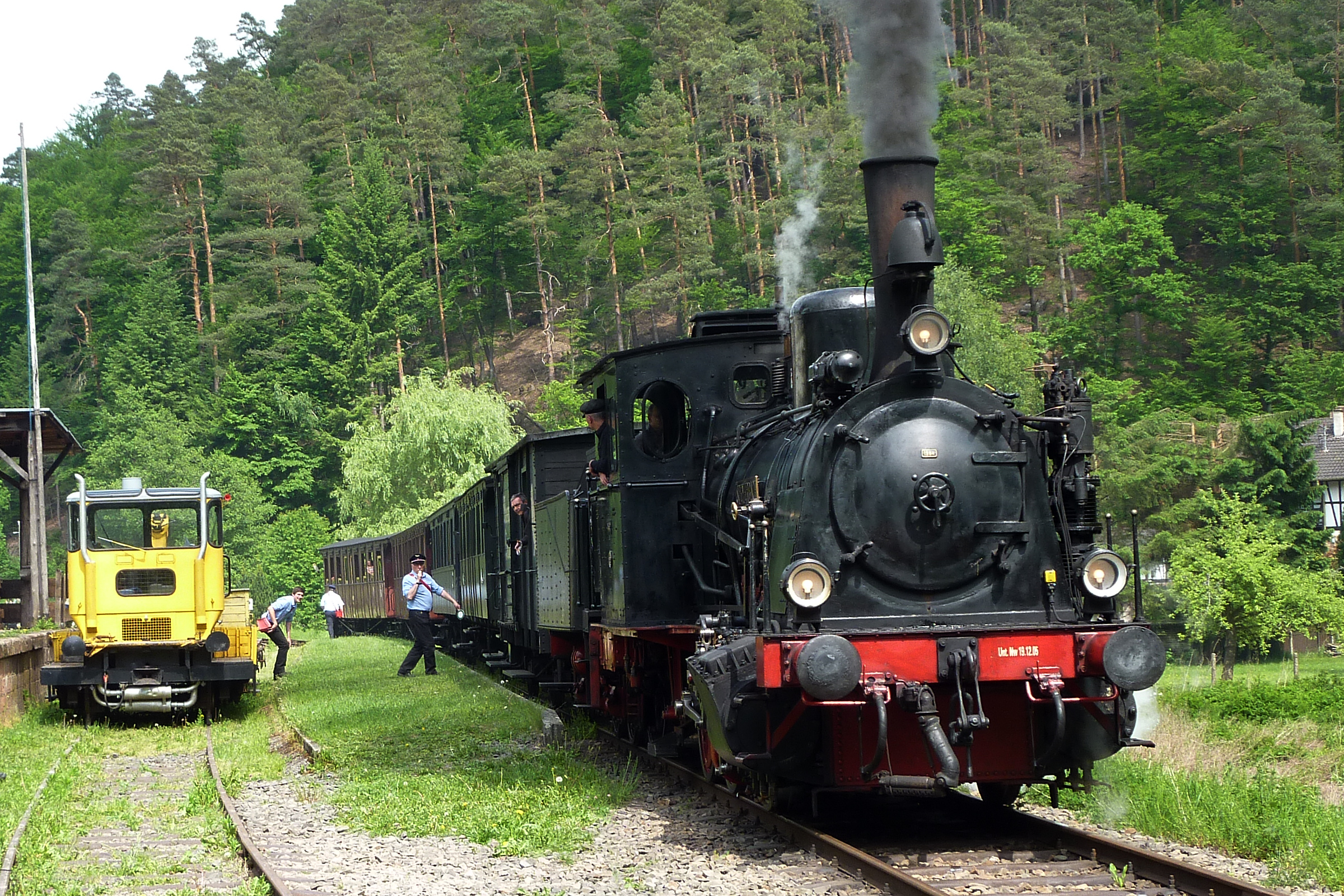
Kuckucksbähnel mit Dampflok „Speyerbach“

Das Kuckucksbähnel verkehrt auf knapp 13 km Streckenlänge zwischen Elmstein und Lambrecht am Speyerbach entlang. Die Verbindung wurde 1909 auf voller Länge eröffnet. Der Personenverkehr endete 1960, der Güterverkehr anderthalb Jahrzehnte später. 1984 wurde die Bahn als Museumsbahn für den Ausflugsverkehr reaktiviert; sie verwendet historische Dampflokomotiven, von denen eine den Namen „Speyerbach“ trägt.
Im Speyerbachtal zwischen Lambrecht und Neustadt verläuft parallel zum Bach die Trasse der aus der Pfälzischen Ludwigsbahn hervorgegangenen Bahnstrecke Saarbrücken–Mannheim. Sie passiert dabei den Wolfsberg-Tunnel, der eine Schleife des Speyerbachs abkürzt.
Die Bahnstrecke Schifferstadt–Wörth überquert den Fluss nördlich des Speyerer Hauptbahnhofs.
Die von 1905 bis 1956 betriebene meterspurige Lokalbahn Speyer–Neustadt orientierte sich grob am Unterlauf des Speyerbachs und überquerte diesen zwischen Harthausen und Dudenhofen.
Brücken
Bei den Brücken, welche die vorgenannten Verkehrswege über den Speyerbach führen, handelt es sich meist um schlichte Überführungen oder kleinere Übergänge bis hinab zum Steg; eine der wenigen Ausnahmen bildet die Friedrich-Ebert-Brücke innerhalb von Lambrecht, die Bestandteil der Denkmalzone Stadtkern ist. Lediglich die Sonnenbrücke in Speyer ist ein Bauwerk aus behauenen Sandsteinen, das historische Bedeutung erlangt hat. Doch auch sie fällt nicht besonders auf, einzig der Blick über sie hinweg nach Süden auf den Dom ist bemerkenswert.

Brücken über den Speyerbach
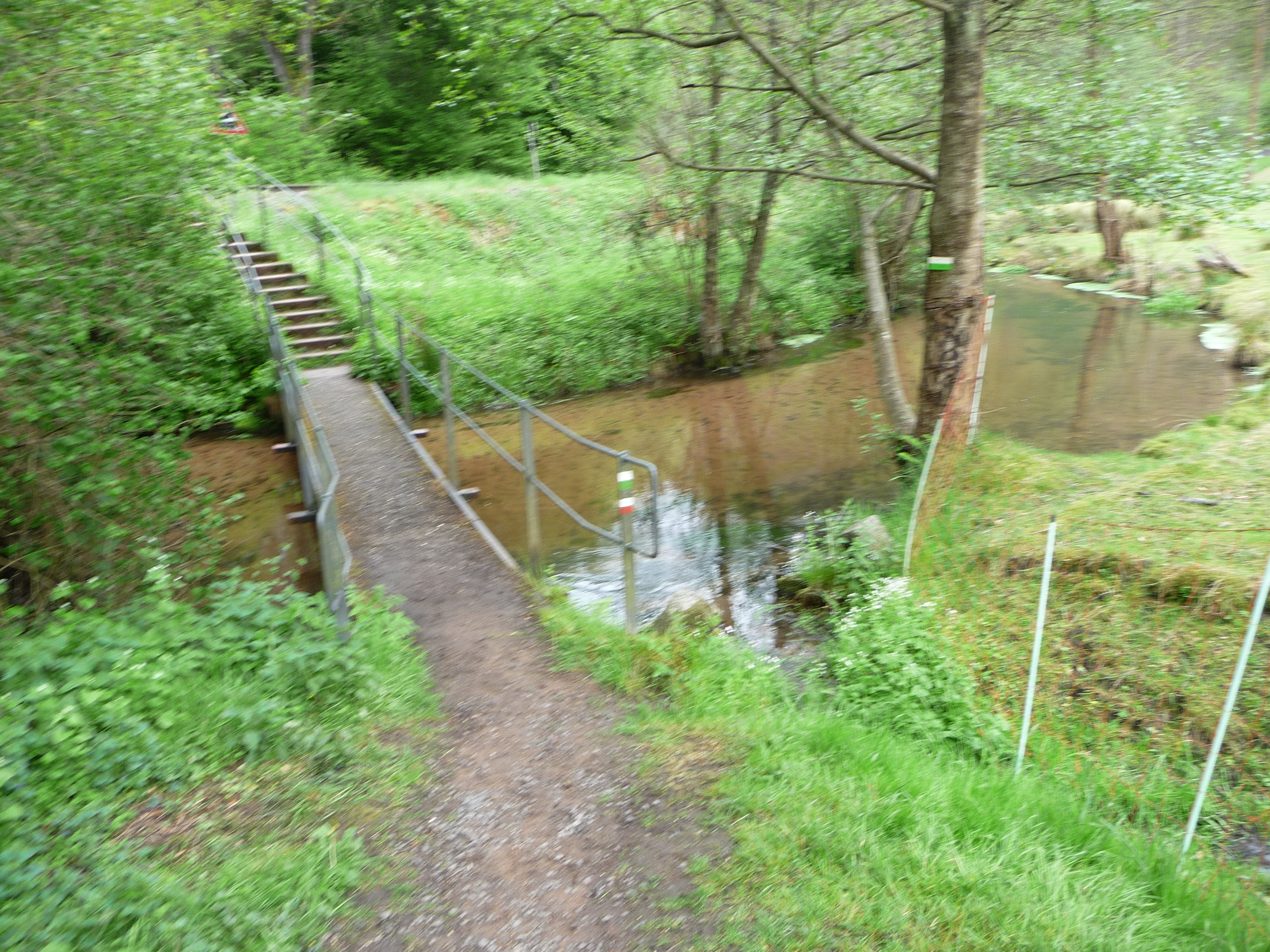
Brücke bei Erfenstein
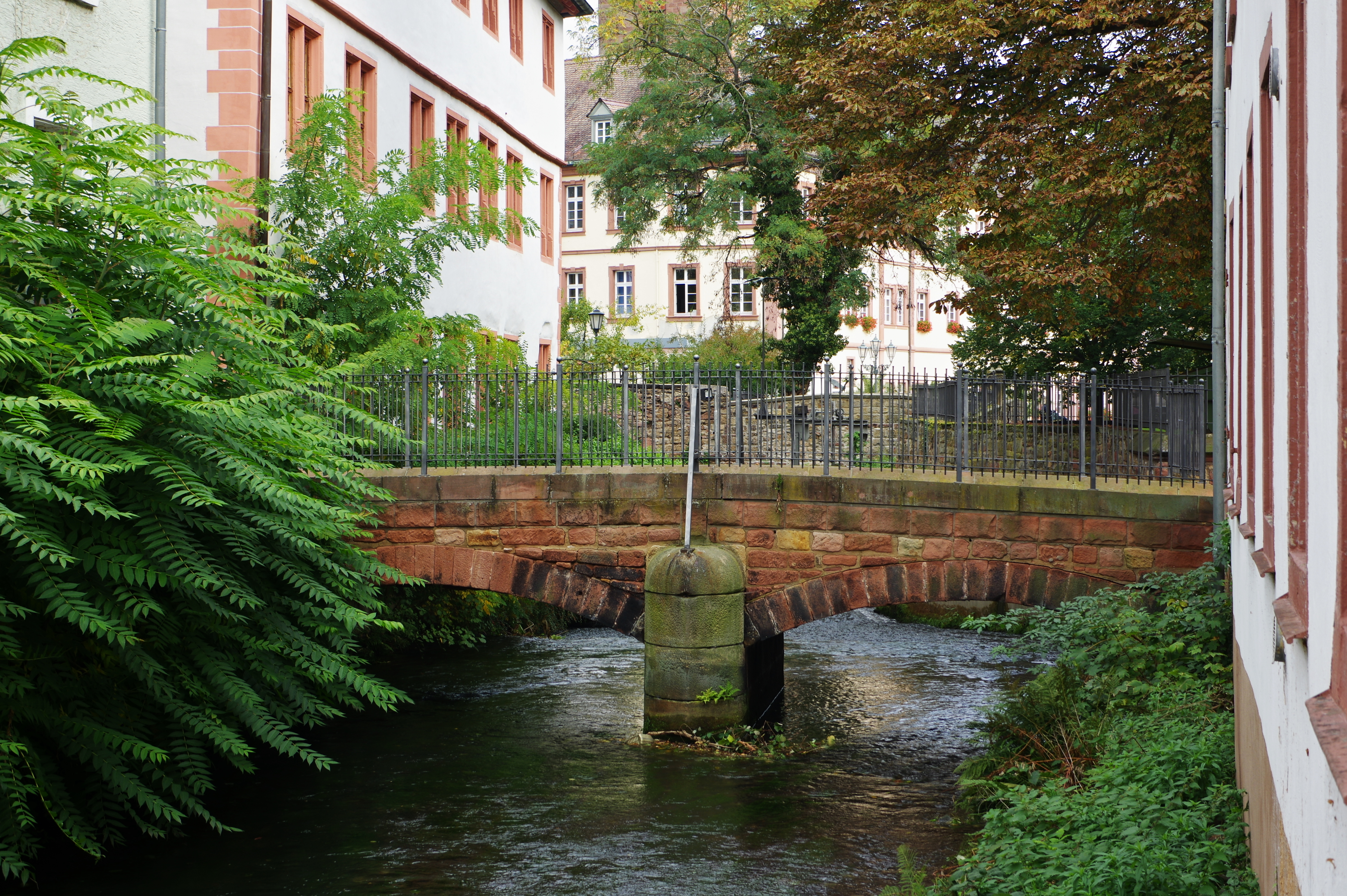
Brücke am Casimirianum Neustadt
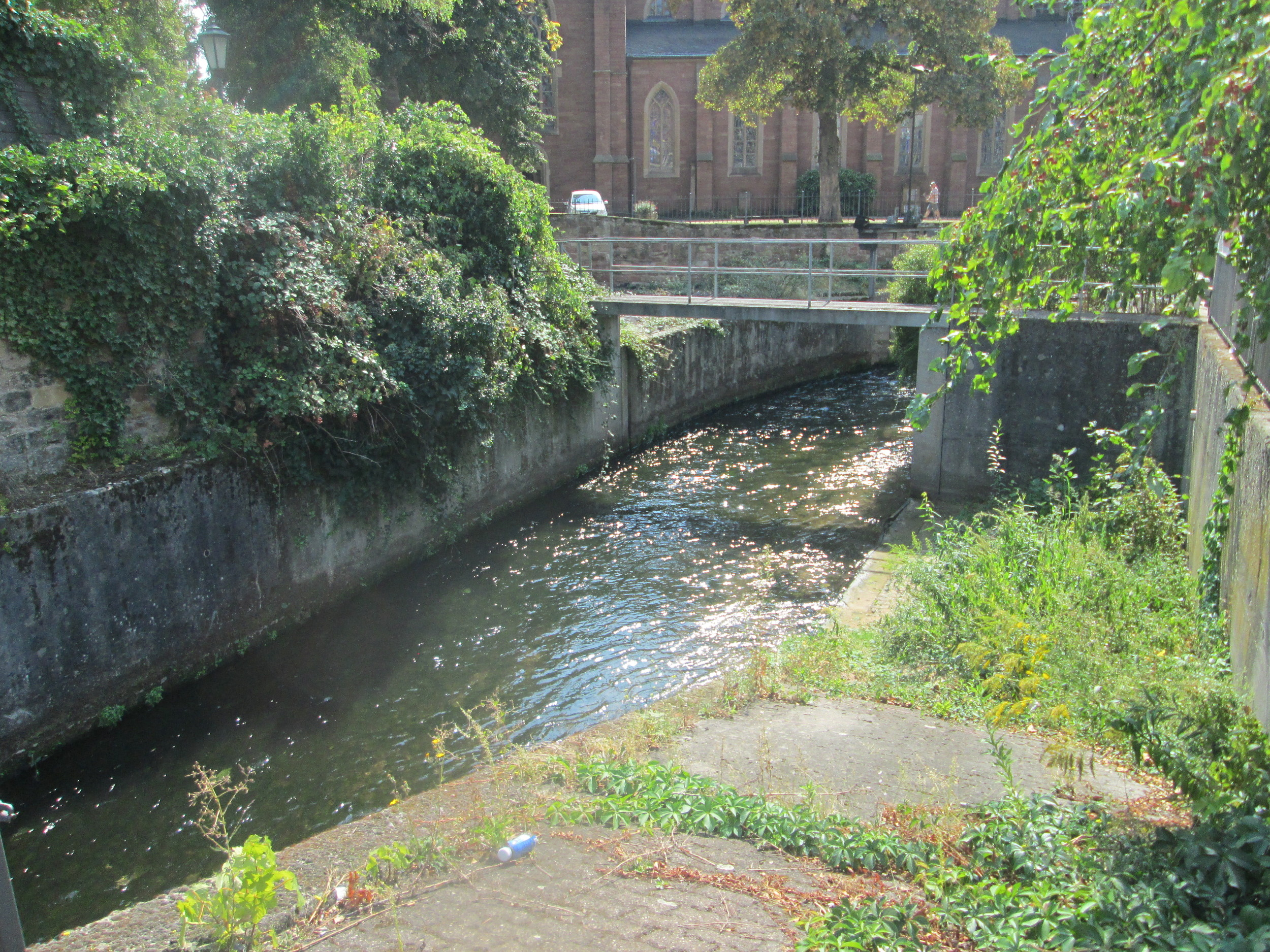
Brücke am Floßbach-Abzweig in Neustadt
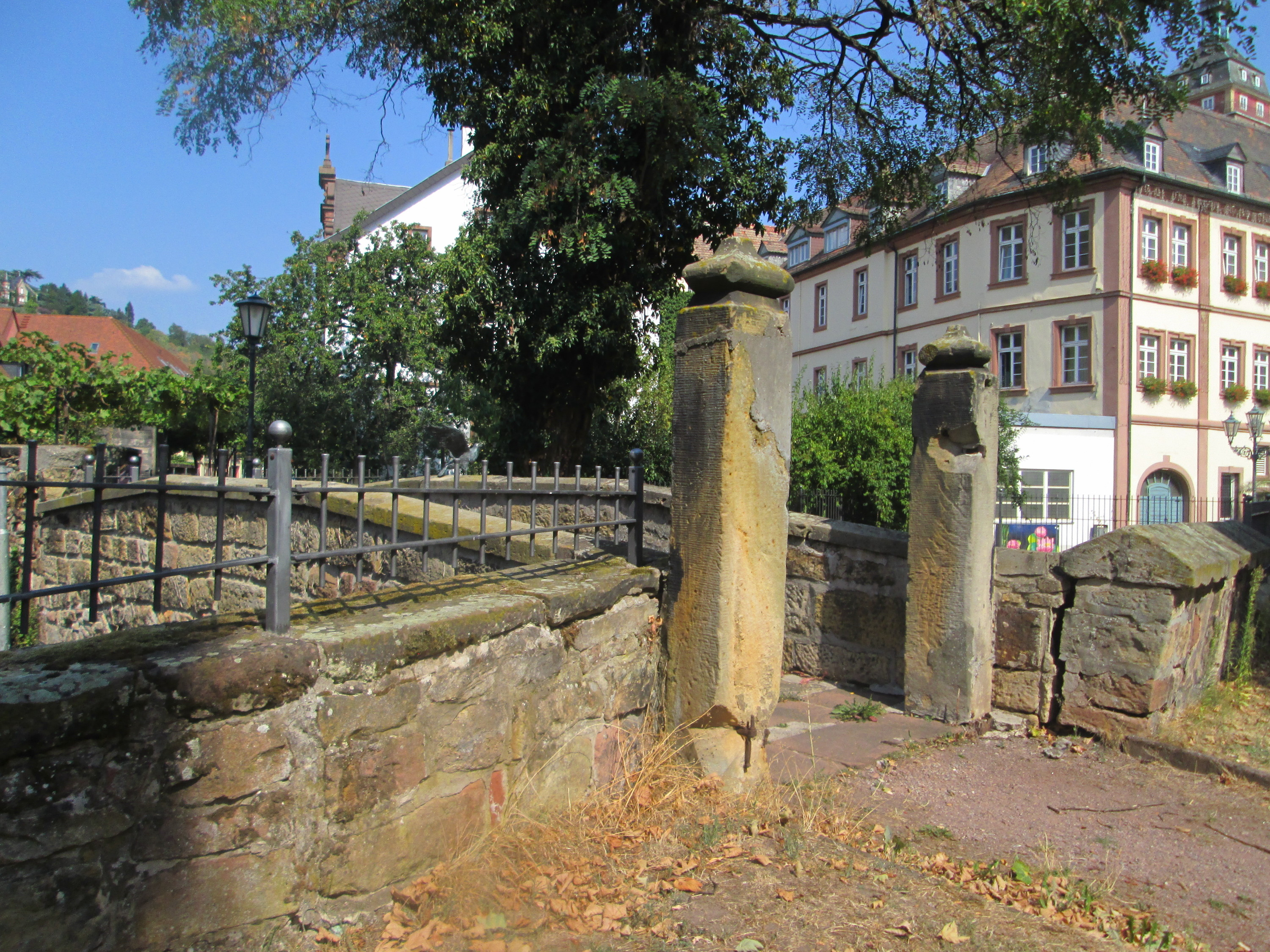
Stillgelegte Brücke beim Stadthaus Neustadt
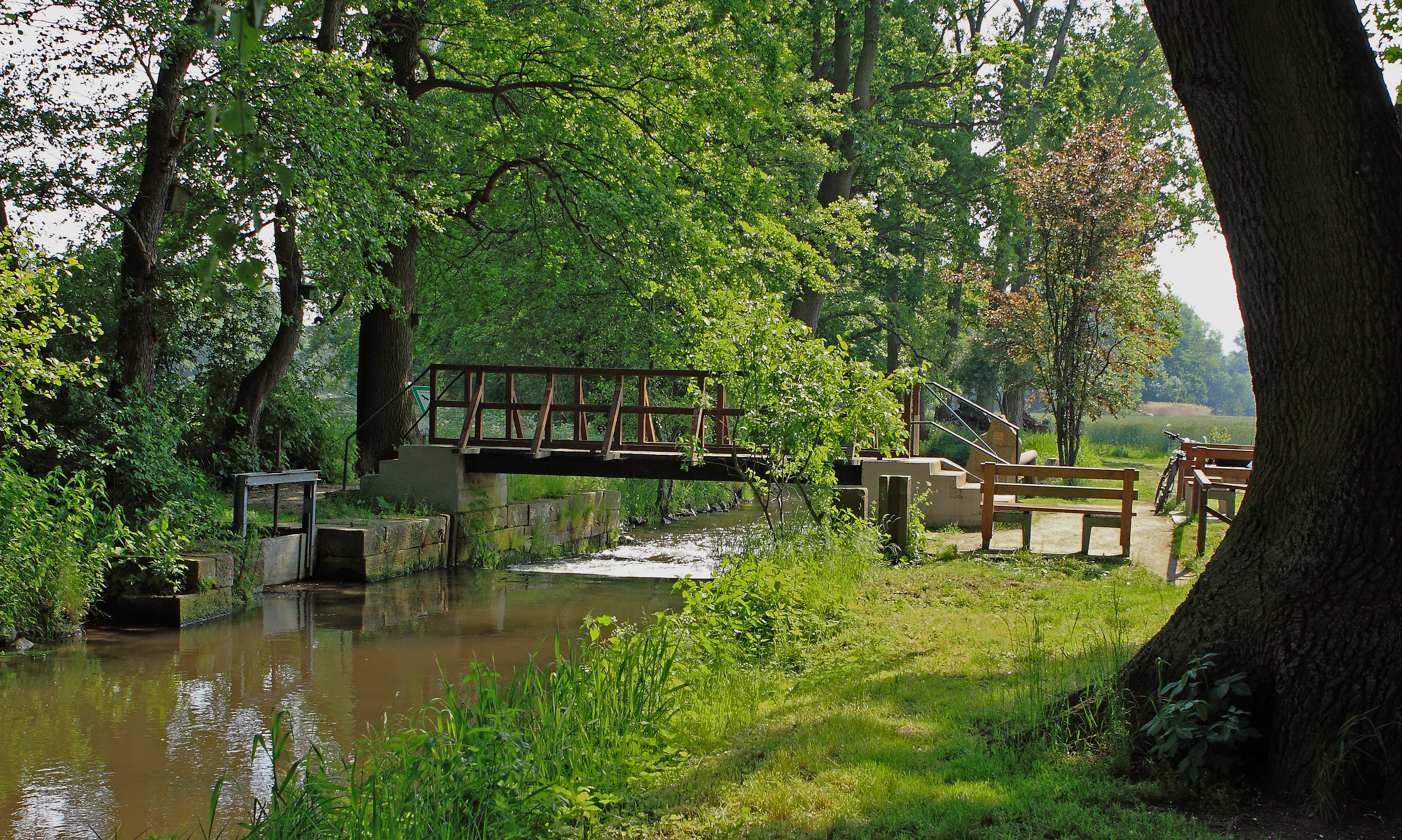
Brücke westlich der Aumühle
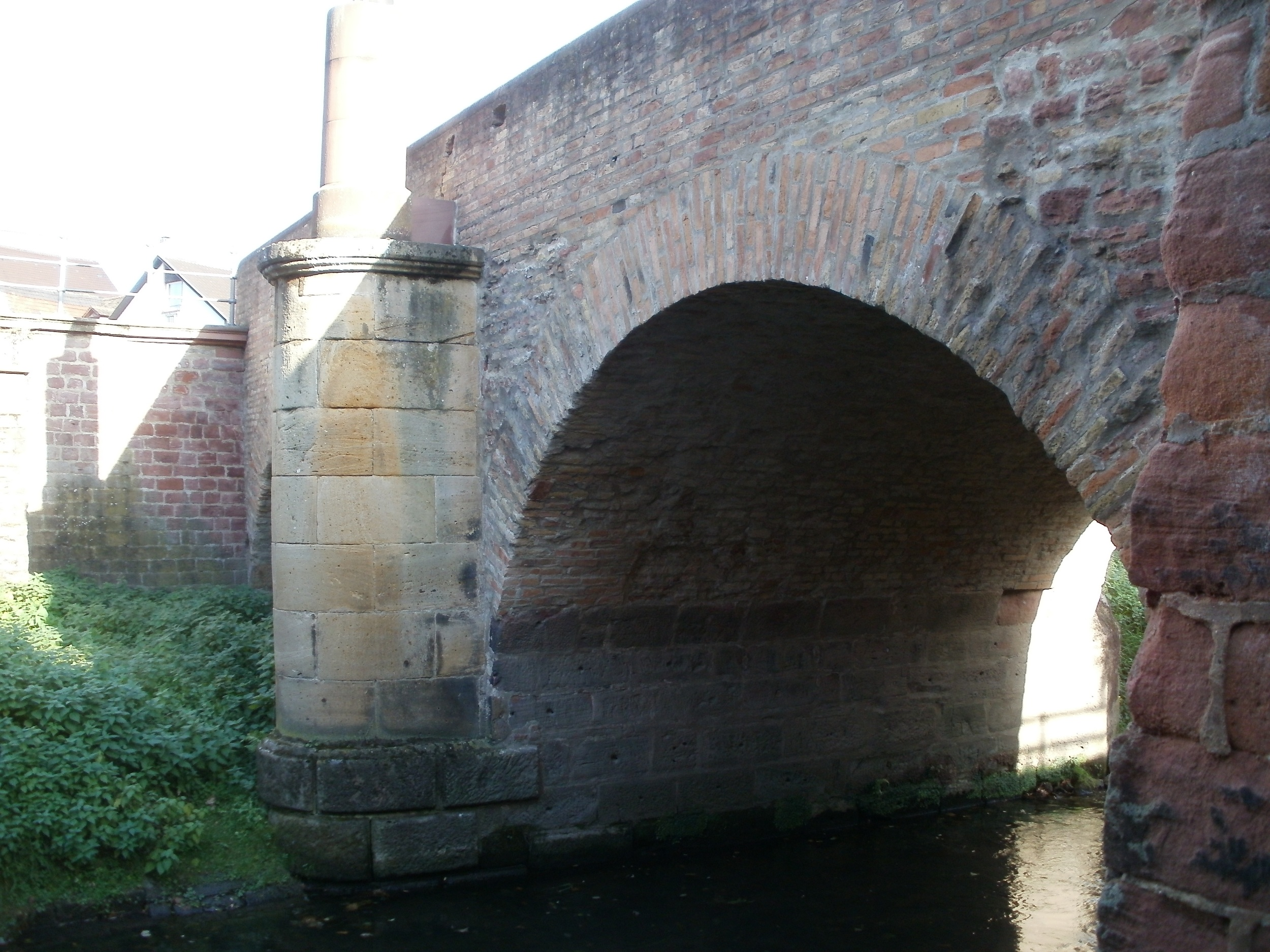
Sonnenbrücke in Speyer
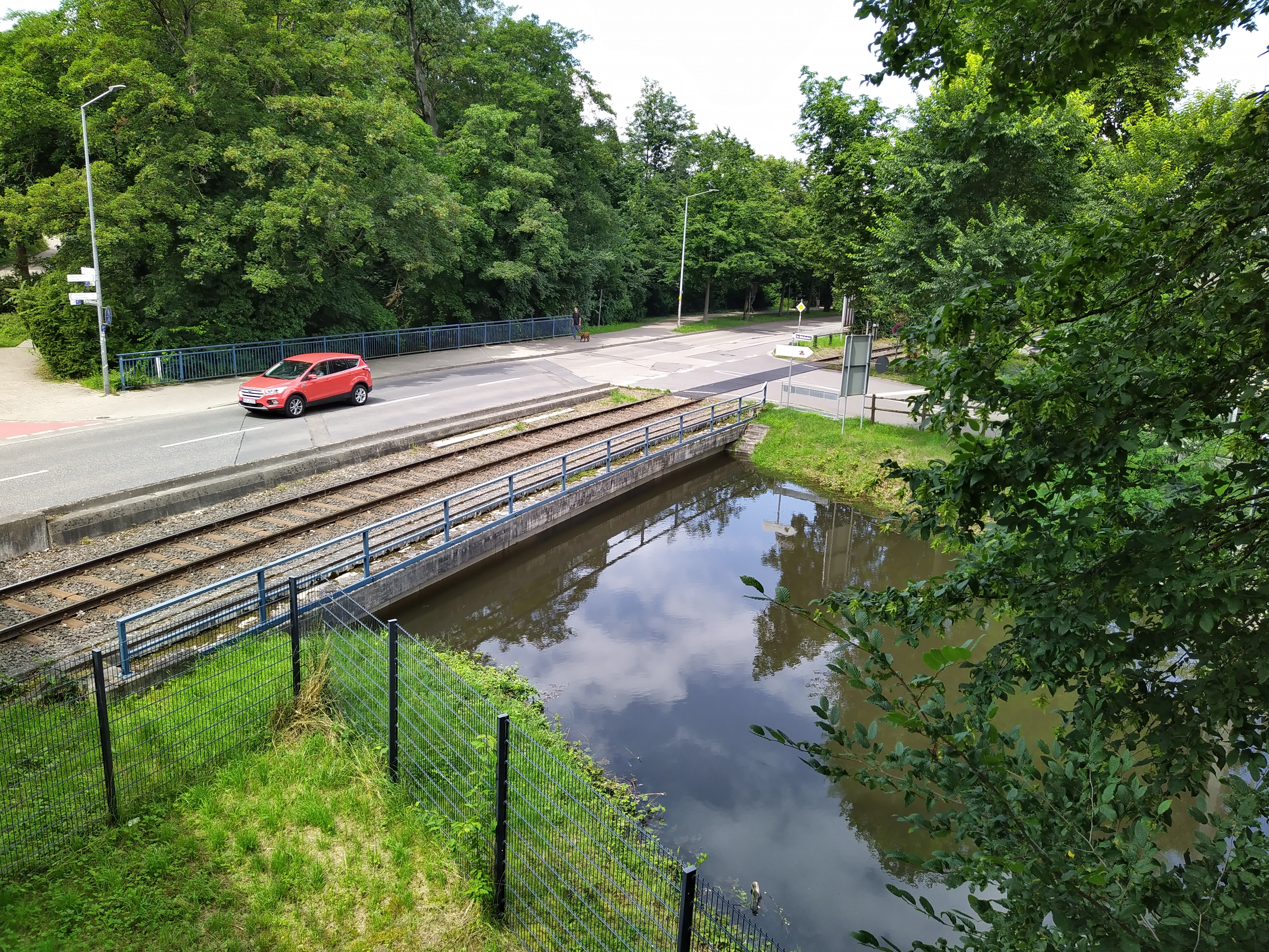
Brücke der Hafenbahn Speyer

## Freizeit und Erholung

### Wanderwege

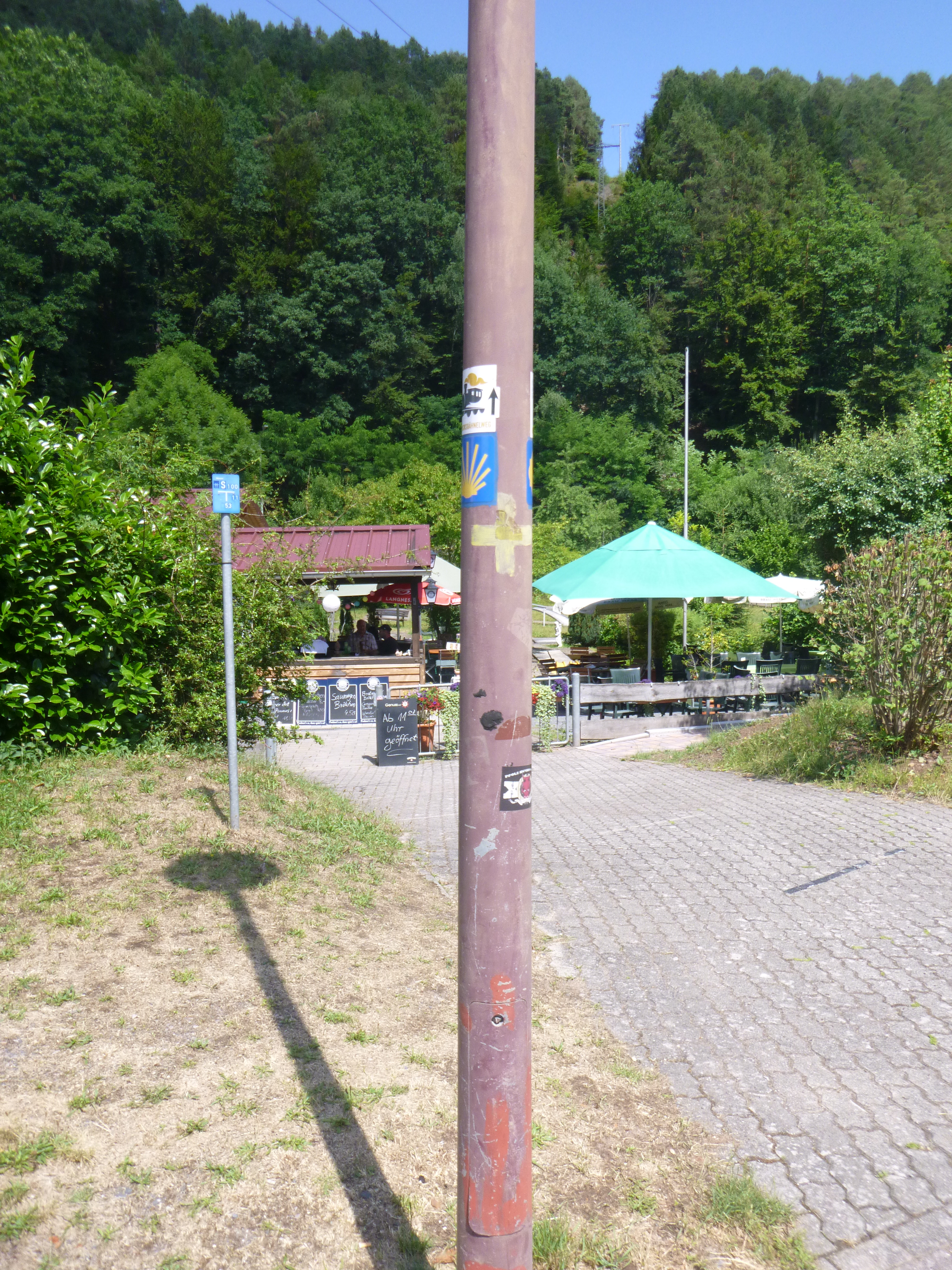
Wegemarkierungen unweit des Speyerbachs in Elmstein, darunter der Pfälzer Jakobsweg (Muschel) und der Fernwanderweg Saar-Rhein-Main (Kreuz)

Bedeutende Wanderwege verlaufen direkt am Speyerbach entlang oder in seiner Nähe etwa parallel:
- Der Palatia-Radweg (von Lambrecht nach Speyer) verläuft bis hinab nach Lachen-Speyerdorf nahe dem Speyerbach.
- Die Nordroute der Pfälzer Jakobswege führt von Speyer bachaufwärts bis nach Speyerbrunn fast durchgängig unmittelbar am Fluss entlang.
- Der Fernwanderweg Saar-Rhein-Main folgt dem Fluss von Speyerbrunn abwärts bis nach Lambrecht.
- Ein mit einem blau-roten Balken markierter Wanderweg (von Kirchheimbolanden nach Pirmasens) begleitet den Speyerbach von Breitenstein aufwärts bis nach Elmstein.
- Ein mit einem blau-gelben Balken markierter Wanderweg (von Lauterecken nach Sankt Germanshof) folgt dem Fluss von Mückenwiese aufwärts bis nach Speyerbrunn.
- Ein mit einem grün-blauen Balken markierter Wanderweg (von Göllheim nach Eppenbrunn) führt von Helmbach bis nach Breitenstein aufwärts am Speyerbach entlang.

Andere Wanderwege kreuzen oder berühren den Lauf des Speyerbachs:
- Der Fernwanderweg Staudernheim–Soultz-sous-Forêts überquert den Fluss in der Ortsmitte von Elmstein.
- Der ehemalige Förster Otto Feyock aus dem Elmsteiner Ortsteil Appenthal hat den Triftwanderweg Elmstein samt seinen großen Infotafeln ins Leben gerufen.
- Der Prädikatswanderweg Pfälzer Weinsteig, der Themenweg Pfälzer Mandelpfad sowie ein Wanderweg, der mit einem roten Balken gekennzeichnet ist und von Neuleiningen nach Siebeldingen verläuft, kreuzen den Fluss in Neustadt, der hier in der Stadtmitte verrohrt ist.

### Sport
Am Speyerbach darf ganzjährig geangelt werden; vorgeschrieben ist vor allem ein Fischereischein, der umgangssprachlich auch Angelschein genannt wird.
Auf geeigneten Teilstrecken kann das Gewässer mit Kanus befahren werden. An Wehren und anderen Querbauwerken müssen die Boote aus dem Wasser genommen, um das Hindernis herum getragen und dahinter wieder eingesetzt werden.

### Freizeitanlagen
Nahe beim Speyerbach liegen auf Haßlocher Gemarkung der Holiday Park und eine Ponyfarm mit Gestüt.